# 黄金の風
『ジョジョの奇妙な冒険 Parte5 黄金の風』（ジョジョのきみょうなぼうけん おうごんのかぜ、LE BIZZARRE AVVENTURE DI GIOGIO Parte5 VENTO AUREO）は、荒木飛呂彦による日本の漫画作品『ジョジョの奇妙な冒険』のPart5（第5部）のサブタイトル。イタリアが舞台であるため、本部のみ特別に『Parte5』と表記される。スタンド（幽波紋）シリーズ第3弾。
『黄金の風』は後年に付けられた副題で、連載と単行本当時の副題は「第5部 ジョルノ・ジョバァーナ【黄金なる遺産】」となっていた。なお、英語圏での副題は『Golden Wind』として発表されている。以下、本項では第5部の概要について詳述する。

## 概要
『ジョジョの奇妙な冒険』のジャンプ・コミックス単行本47巻 - 63巻に収録。
舞台は2001年のイタリア、DIOの息子「ジョルノ・ジョバァーナ」（ジョジョ）が、ギャング団「パッショーネ」で憧れのギャングスターへと登りつめて行く姿と、彼の仲間との逃避行を描いた群像劇。
Part4の2年後であり、冒頭で広瀬康一が空条承太郎に仕事を依頼されてイタリアを訪れ、矢やスタンド現象を体験するという形で前シリーズから繋がっている。康一と承太郎は序盤でフェードアウトし、主人公の父親であるDIOも回想シーンや肖像写真で登場するのみで、以後のストーリー展開には影響しない。終盤ではPart3からジャン＝ピエール・ポルナレフが再登場する。
この部では「ジョジョ」「JOJO」が「GIOGIO」と表記されている。作者はイタリア語は外来語以外に「J」の用法がないためとしている。イタリアで発売されている翻訳版タイトルは「Le bizzarre avventure di JoJo」となり、ジョジョを外来語扱いで「JoJo」にしている。テレビアニメ版では「JOJO」「Golden Wind」である。
ギャング組織内での抗争であり、前半はボスの命令で主役が行動するが中盤にて離反し、数量面での圧倒的劣勢へとひっくり返る。一縷の望みが、ボスの素顔を暴いて暗殺することである。
本Partにて「スタンドパラメータ」（数値化＋解説文）が導入された。完結後に出版された画集『JOJO A-GO!GO!』にて、遡ってPart3・4のスタンドにも設定されるようになった。
荒木によると、Parte5は新しいものへの挑戦として集団劇として描いていると言い、後半の展開からジョルノ個人ではなくチームが主人公にならざるを得なかったと語っている。また本部はそれまでと異なり「哀しみ」をテーマに描いているため、明らかに作風が変わったという。印象に残っている場面としてブチャラティがボスを裏切ることを仲間たちに告げるシーン、アバッキオが死ぬシーン、エピローグの「眠れる奴隷」を挙げており、「眠れる奴隷」は『ジョジョ』の25年間の歴史の中でもシリーズの神髄が表れている印象的なエピソードと語っている。

## あらすじ
イタリアのネアポリスに住む少年ジョルノ・ジョバァーナは、ジョースター家の宿敵・DIOの血を継ぐ息子であった。ジョルノは周囲から迫害され、悲惨な少年時代を送っていたが、名前も知らないギャングの男性との出会いを経て「ギャングスター」になるという夢を抱くようになる。
西暦2001年。15歳に成長したジョルノは、イタリアの裏社会を牛耳るギャング組織パッショーネとトラブルになり、組織のブローノ・ブチャラティに襲撃される。2人は同じ能力者、スタンド使いであった。勝利したジョルノは、ブチャラティに「パッショーネのボスを倒し、組織を乗っ取る」という自らの野望を告白し、その想いに共鳴した彼はジョルノを自身のチームに引き入れる。パッショーネは「スタンドの矢」を所持し、多数のスタンド使いを抱えるギャング団であった。
パッショーネに入団したジョルノだったが、正体不明の存在である「ボス」に近づくには組織の中でのし上がっていくことが必要不可欠であった。ジョルノはチームの仲間たちと信頼関係を築いていき、ブチャラティは組織の幹部へと昇格するが、その直後にボスの隠し子である少女・トリッシュ・ウナの護衛任務を命じられる。トリッシュは組織を裏切った暗殺チームに狙われており、ボスはブチャラティに「娘を守れ」と、組織に「裏切者を狩れ」と命令する。ジョルノたちはトリッシュを守りながらボスの待つヴェネツィアを目指す。
だが、ボスのもとに到着したブチャラティはボスの真意が「娘を守ること」ではなく、「娘を自らの手で確実に始末すること」だったと知る。トリッシュを庇ったことから組織を追われる身となったブチャラティは、「ボスを倒す」という意志に賛同した者だけを連れてその場を後にし、ボスは裏切った彼らに追手を差し向ける。
組織を裏切ったジョルノたちが生き残るためには、無数の追手をかわしつつ、ボスの素性を暴き、殺して成り代わるという、無理難題を成し遂げなければならない。追手を退けながらボスを倒す手段を探る過程で、かつて空条承太郎と共にDIOと戦ったスタンド使いジャン＝ピエール・ポルナレフから通信が入り、スタンドを進化させることのできる「矢」の存在を知らされたジョルノら一行は、ポルナレフから矢を入手するべく合流地点であるローマのコロッセオへ急ぐ。
しかし、正体を現したボス・ディアボロは先に矢を奪おうと、ポルナレフを急襲する。矢の争奪戦の末、命を落とした仲間たちの遺志を継いで矢を手にすることに成功したジョルノは、矢の力でスタンドを「レクイエム」に進化させ、ディアボロを撃破する。
エピローグでは、生き残った者たちに見守られつつ、ジョルノがパッショーネの新たなボスとして君臨し、第5部の物語は幕を閉じる。この第5部の幕引きを以って、一旦は次の第6部まで休載期間に入る。

## 登場人物
スタンドのデータは各単行本より。声の項は黄金の旋風版 / ASB版・EoH版 / テレビアニメ版の順。1つしか記載されていないものは特記ない限りテレビアニメ版でのキャスト。なお、テレビアニメ版以降に発表されたゲーム作品では、テレビアニメ版に準じたキャストが起用されている。
登場人物の名称はイタリア語の料理や食材、スタンドの名称は洋楽のバンド名や曲名、アルバム名などをアレンジしたものが多い。
一部のスタンド名は、『オールスターバトル』以降のゲーム作品とCrunchyrollで配信されているテレビアニメ版の北米版では名前が変更されている。以下では総称して北米版とする。

### ブチャラティチーム
チーム全員が美形キャラクターである点について、荒木は「SMAPやジャニーズなどを意識していたのだと思う」と回想して語っている。初期メンバーの5人に新入りのジョルノが加わった6人のチームであり、後に護衛対象のトリッシュが加わる。
ジョルノ・ジョバァーナ
声 - 朴璐美 / 浪川大輔 / 小野賢章（少年時代 - 藤原夏海）
第5部の主人公。父親はジョースター家の宿敵・DIO。
街を浄化するために、ギャングスターになる決意を抱いてギャング組織「パッショーネ」に入団する。目的は、組織のボスを倒して地位を奪い取ることである。任務で出会ったボスの娘、トリッシュをめぐる組織の内部抗争が勃発し、己の目的に繋がる戦いに身を投じることとなる。中盤において、ボスに反旗を翻し、仲間と共に組織に追われる身となる。
スタンドは物体に生命を与える能力を持つ「ゴールド・エクスペリエンス」。スタンド名は北米版では"Golden Wind"（ゴールデン・ウィンド）と改名されている。
ブローノ・ブチャラティ
声 - 櫻井孝宏 / 杉山紀彰 / 中村悠一（少年時代 - 石上静香）
ギャング組織「パッショーネ」のチームリーダーの一人で、ポルポの部下。20歳。身長178センチメートル・血液型A型。おかっぱのように切り揃えた髪に、白地に点が入り多数のジッパーが付いたスーツを着用している。
組織に忠実で、チーム内でも厳しく徹しているが実際は強い正義感の持ち主。内に秘めた優しさから周囲の人間からは厚い信頼を得ているが、敵に対しては非情で容赦のない一面もある。
7歳の頃に両親が離婚したため漁師の父親と暮らしていたが、あるとき父親が麻薬を巡るトラブルに巻き込まれたことでやむをえずギャングを殺害。12歳という年齢で自らもギャングとなるが、後に所属する組織が麻薬の密売に手を染めていたことを知り、葛藤を抱くようになる。
初登場時はジョルノに対して組織が送り込んだ刺客として出逢ったが、彼の「パッショーネのボスを倒し、組織を乗っ取る」という夢に賛同しチームに引き入れた。ポルポの死後、彼が遺した隠し財産を組織に納めて幹部へと昇進。ボスの娘であるトリッシュの護衛を任される。物語中盤、組織を裏切り、ボスに直接対決を挑むが敗北して致命傷を負う。その後、ジョルノが与えた生命力によって奇跡的に肉体は死んでいるが魂だけは生きているという状態のまま行動し続け、最期はボスの手から「矢」を守り、ジョルノに全てを託して天へと昇って行った。エピローグでは、ジョルノと出会う直前の行動が描かれており、その頃からすでにブチャラティの死は運命として決定づけられていたことが明かされている。
拳によるラッシュ攻撃時の掛け声と決め台詞は「アリアリアリアリ……アリーヴェデルチ（さよならだ / Arrivederci）」。
綴りは "Bruno Bucciarati" であるが、北米展開時の初期には "Bruno Buccellati" （ブローノ・ブチェラッティ）と表記されていたことがある。
スティッキィ・フィンガーズ
【破壊力 - A / スピード - A / 射程距離 - E（2m）（アニメ版ではC） / 持続力 - D / 精密動作性 - C / 成長性 - D】
ブチャラティのスーツと同じジッパーが体に付いた人型のスタンド。殴った物体にジッパーを取り付け、物体を切断・接着したり、開いたジッパーの中に空間を作ることができる。他人の体にジッパーを付けて内部に隠れる、肉体にジッパーを取り付けて止血や縫合を行える他、ジッパーの開閉を利用して高速で上下移動したりするなど多数の応用技を見せた。さらには射程は短いが自らの腕に拳を打ちこみ、腕全体をグルグル巻きのバネのようなジッパーに変えることで、遠距離の敵に高速でパンチを打ち込むなどの攻撃もできる。また地面に潜り、ジッパーで切開しながら地下を移動するなど、作中での応用範囲は実に幅広い。背後から拳で身体を貫かれた際にはジッパーを閉じることで相手の身体を固定したり、背後に開けられたジッパーの異空間に密かに腕を落とし込み、相手の背後のジッパーの空間から拳を出現させて不意打ちをするなど、かなりトリッキーな戦術まで行える。
スタンド名の由来はローリング・ストーンズのアルバム「スティッキー・フィンガーズ」。このアルバムのオリジナルLP版には、開閉できる本物のジッパーが付いているという変形ジャケットで、これが能力のモチーフになっている。
スタンド名は北米版では"Zipper Man"（ジッパー・マン）と改名されている。
レオーネ・アバッキオ
声 - 稲田徹 / 楠大典 / 諏訪部順一
ブチャラティの部下。21歳。身長188センチメートル・血液型A型。銀色の長髪で唇に薄紫色のルージュを引いている。人をあまり信用しない性格だが、一度認めた人間にはとことん忠義を尽くす。腕っ節はチーム内で1番強いとのこと。
元は正義感溢れる警察官だったが、腐敗した社会に失望し、自らも収賄などの悪事に手を染めるようになるが、後に自身の悪事の発覚を恐れて犯人の逮捕を躊躇した結果、アバッキオを庇った同僚を死なせてしまう。この件で汚職が発覚し、何より同僚を死なせてしまった罪悪感から身も心も暗黒に落ち「巨大で絶対的なものの命令」に従うだけのギャングとなった。
物語中盤、サルディニア島でボスの正体を探っていた時に、ドッピオの姿で近づいて来たボスの一撃によって胸に大穴が開く致命傷を負う。最期の力でボスの姿を再生したムーディー・ブルースの顔と指紋を石碑に刻み、走馬灯の中で再会した同僚から認められたことでようやく魂が赦され、共に旅立っていった。アバッキオが残したボスの顔と指紋のデータをジョルノたちがネットワーク上で照合していたことで、ボスを倒そうとする人材を見つけ出そうと回線をずっと張っていたポルナレフに発見され、ブチャラティたちはディアボロを倒す可能性を持つ矢を取りにローマのコロッセオに向かうことになった。結果として、アバッキオの意志は仲間たちへと受け継がれ、ボス打倒までの大きな活路が見出された。テレビアニメ版では過去エピソードの披露が前倒しされる。警察官時代の新たなシーンも追加され、ブチャラティに出会うまでの様子も描かれる。
ムーディー・ブルース
【破壊力 - C / スピード - C / 射程距離 - A（再生中に限る） / 持続力 - A / 精密動作性 - C / 成長性 - C】
人型のスタンド。額にデジタル表示のタイマーがついている。過去の時間を指定することで、そこにいた人間やスタンドに姿を変えて行動をビデオ映像のように再生（リプレイ）できる。遡る時間が過去であればあるほど、再生までに時間がかかるが基本的には制約はない。ときに場所と時刻を指定することで組織にはメッセンジャーとしても利用される。再生中は完全に無防備状態になるが、通常時は本体譲りの肉弾戦を得意とする。また、スタンドに対しては特殊能力まではコピーできず、再生が困難になった場合は追跡が途絶え、タイマーがフリーズする。
アニメ版では電話の発信音のような音を発しながら行動する。
デザインはビニールを頭からかぶっているイメージ。
スタンド名は北米版では"Moody Jazz"（ムーディー・ジャズ）と改名されている。
グイード・ミスタ
声 - 伊藤健太郎 / 赤羽根健治 / 鳥海浩輔
ブチャラティの部下でチームのムードメーカー。18歳。身長179センチメートル・体重68キログラム・血液型B型。ファッションは網模様の服と縞のズボン、網と丸点模様の帽子。
「単純に生きる」を信条にしており、あるとき暴行されていた女性を助けようとしてチンピラを射殺してしまい投獄されるが、しかしこの手の事件や出来事には常に目を光らせていた、ミスタの正当防衛性と銃の才能を見抜いたブチャラティによって助けられ、「弓と矢の試練」を突破し組織に入団した。性格は常に快活で直情的だが、数字の「4」を不吉と信じて極度に嫌っており「4」が絡むと途端に弱気になる一面も持つ。
撃鉄を覆った6連発式のリボルバー式拳銃（5連発のM49ボディガードに似た6連発拳銃）を愛用しており、帽子や袖などいたるところに予備の弾丸を隠し持っている。帽子の中の弾は頭を下げることで片手だけで素早く再装填も行える。なお使用している銃自体はスタンド能力ではなく実際の銃であり、ミスタが手に取って撃てば、どんな銃でもスタンド能力を宿らせることができる。作中後半ではリボルバーが壊れたことで警官のベレッタを使用している。ジョルノがアバッキオの新人いびりを上手くかわして以来、彼のことを気に入っており、ブチャラティを除けばチーム内で一番早くジョルノのカリスマ性に気づき、協力する姿勢を見せた。
最終決戦では「ピストルズ」でジョルノたちを援護し、最後まで生き残る。ジョルノがボスとなったシーンでは側近として控えている。
セックス・ピストルズ
声 - 伊藤健太郎 / 今井麻美 / 鳥海浩輔
【破壊力 - E / スピード - C / 射程距離 - 弾丸の届く距離まで（アニメ版ではBに設定されている） / 持続力 - A / 精密動作性 - A / 成長性 - B】
頭が尖っている小人のような群体型スタンドで、ミスタの銃の中で待機しており、弾丸にまたがりながら一緒に発射し弾道を自在に操り操作する。スタンド能力を与えた弾丸を足で蹴ったり手で弾き飛ばしたり、物理的にはあり得ない角度に軌道を変え、複数回に渡って反射させることも可能となっており、ミスタ本人も暗殺向きのスタンドと表現している。能力により操られている弾丸なら敵スタンド使い本体のみならず、スタンド自体にも直接攻撃が可能となる。弾丸操作に特化しているため、スタンド自体のパワーは非常に弱く、弾丸よりも重いものを動かすのは苦手（せいぜい銃弾1発を持って浮遊する程度）。
「ピストルズ」は6人で1チームとなっており、スタンドながら食事や睡眠を行うなど人間臭い特性を持っている。それぞれ性格や外見が異なり、No.1はリーダー格、No.2は明るいお調子者、No.3は短気な暴れん坊、No.5は気弱な泣き虫、No.6はクールで冷静、No.7はサブリーダー（指揮をとったのはNo.1の不在時のみ）。ミスタ自身のジンクスから「No.4」はいない。「何匹」と動物扱いされると怒るため「何人」とミスタは呼んでいる。もっとも戦力として頼りないのが弱気なNo.5だが、実は一番、ここぞという時に活躍を見せ、作中で起こる数々の危機を乗り越えるキープレーヤーとなっている（事実No.5がいなかったらチームが全滅していたと思われる状況が度々存在している）。
本体であるミスタとの緻密な連携プレーや、ミスタから離れても空中を浮遊できるので自主行動によって、ジョルノたちの援護に回るなどの活躍を見せている。また自立タイプの群体型スタンドである故に本体であるミスタがダメージを負ってもピストルズには反映されないが故にミスタが重傷を負って意識を失っても無傷のまま自らの意志で行動することが可能。しかし逆にピストルズがダメージを被ると徐々にミスタ本人も負傷する。一度に全員が大きなダメージを受けない限り、ミスタが即死することはないため、一部のメンバーが真っ二つにされてもミスタの回復により復活する。ジョルノとの能力の相性もよく、弾丸に生命を与えて発射することで射程距離を格段に延ばし、ゴールドエクスペリエンスの能力をさらに引き出している。
連載時の企画において、読者からの「ミスタの持っている銃でないとスタンドを使用できないのか？」という質問に対し、荒木は「ミスタが撃った銃弾であればどんな銃でもスタンドを使用できるが、ミスタは一発撃てば絶対に命中させられるので、機関銃の類は必要ない」と回答している。Part5終了時点の全スタンド88種中、登場回数1位。「意外な1位」とコメントされている。
スタンド名は「シックス・ピストルズ」という語呂合わせから来ている。
スタンド名は北米版では"Six Bullets"（シックス・バレッツ）と改名されている。
ナランチャ・ギルガ
声 - 瀧本富士子 / 三瓶由布子 / 山下大輝
ブチャラティの部下。17歳。身長164センチメートル・血液型AB型。小柄な少年で、ヘアバンドのような髪留めを使って髪型を簡易に作っている。
幼い頃に母親が病死し、父親には疎まれて育ったため、町の不良仲間とともに日々を過ごしていたが、14歳の頃に友人に罪を擦り付けられて少年院へ収監される。出所後は社会に孤立し浮浪者となっていたが、フーゴとブチャラティによって助けられ、その恩に報いるため密かに「試験」を受け組織に入団した。
無邪気で子供っぽい性格だが、満足な教育を受けていないことに劣等感を持っており、教養・知識の無いことを馬鹿にされると、キレてナイフを振り回す。ジョルノより二つ年上で先輩風を吹かすことがあるが、内心ジョルノの才能を認めている。
ローマの最終決戦では、レクイエムの影響を受けて、魂がジョルノの肉体に入る。戦いが終わったらネアポリスに帰って学校へ行くという決意を話した直後、ボスの「キング・クリムゾン」で隙を突かれ、鉄柵に串刺しにされて殺害された。
ラッシュ攻撃時の掛け声と決め台詞は「ボラボラボラボラ……ボラーレ・ヴィーア（飛んでいきな / Volare Via）」。
テレビアニメによると、母の名はメーラ。
『JORGE JOESTAR』では主役の相棒を務める重要人物。パラレルワールドのそっくりさんという位置づけで、スタンドは潜水艦隊になっている。
エアロスミス
【破壊力 - B / スピード - B / 射程距離 - 数10m（アニメ版ではB） / 持続力 - C / 精密動作性 - E / 成長性 - C】
ラジコンサイズのプロペラ戦闘機型のスタンド。ナランチャの横に伸ばした両腕を滑走路に見立てて出し入れする。実在の戦闘機をそのまま小型化したような姿の本体とナランチャの片目を覆うレーダーからなるスタンドで、両翼の機銃掃射を主な攻撃手段とし、機体真下にある爆弾の投下や、時にプロペラによって敵を切り刻むという攻撃方法も用いている。近距離で敵と対峙する場合、敵に向かって腕を突き出してスタンドを発進させると同時に襲撃を浴びせて攻撃を行う。敵を含めた生物の呼吸にも反応する二酸化炭素を探知するレーダーによる索敵などが可能で、射程距離も長いためチームの中では斥候や索敵といった面でも度々活躍している。このレーダーにより、ナランチャが目視できずとも攻撃が可能であるため幅広い運用が可能となっているが、周囲に炎上するものなどが多数ある場合、全てに反応してしまうので識別が困難なことがある。また、スタンド自体の精密動作性が低いため正確な射撃や、生物の分析は苦手としている。ただし二酸化炭素レーダーの分解能自体は高く、一度対象を絞り込めればセンチ以下で測定・攻撃ができる。
スタンドの戦闘機にはパイロットが搭乗しており、名前は「スミス」とされている。
スタンド名は北米版では"Li'l Bomber"（リル・ボマー）と改名されている。
パンナコッタ・フーゴ
声 - 三浦祥朗 / 小田久史 / 榎木淳弥
ブチャラティの部下でチームのブレーン。1985年生まれの16歳。血液型O型。無数の大穴の空いた服と、イチゴ柄のネクタイを着用している。
裕福な家に生まれIQ152相当の頭脳を持っており、13歳で大学に行っていたが、大学教授に対する暴行事件をきっかけに道を外れ、ギャングとなる。チーム内では古株。普段は紳士的だが恐ろしく短気で、些細なことで激昂する暴力的な一面も持つ。ナランチャがチームに入るきっかけを作り、チームでは仕事の傍ら彼の教育係をしている。
物語の中盤、組織を裏切ったブチャラティに他のチームメンバーが付いていく中、「理想だけでこの世界を生き抜くことはできない」と主張し、一人チームを離脱した。
派生して、『ゴールデンハート/ゴールデンリング』（2001年）、『恥知らずのパープルヘイズ』（2011年）、テレビアニメ（2018年）があるが、彼の掘り下げられたバックボーンがすべて異なる。原作では過去に起こした暴行事件を起こした理由の詳細は説明されていないが、小説『恥知らずのパープルヘイズ』では教授から亡くなった祖母を罵倒されたことに激怒し、暴行したことになっている。
テレビアニメ版ではイルーゾォ戦で彼の過去について詳細に掘り下げられている。名門のフーゴ家に生まれるが、幼少期より両親からの過剰な期待と重圧を受け続けたことで、次第に暴力的な感情を溜め込んでいくようになる。大学で師事していた教授が男色家だった上、テスト問題をリークしてやるなどと言いながら性的関係を迫ったため、自分の努力や才覚を否定されたと感じたフーゴは逆上し持っていた辞書で教授を暴行してしまう。一族を勘当されてストリートチルドレンとなってからブチャラティと出会い、ちょうど自分のチームを作りたいと思っていた彼に誘われる。フーゴは自分の性格や境遇を話したうえで固辞したが、それらすべてを受け入れてくれたブチャラティの人柄に感銘を受け、パッショーネへと入団した。離脱のシーンについては「正しい馬鹿にはなれない」と、ブチャラティの行動は正しいと理解しながらも組織に忠誠を誓うことを決断。自身の判断を悔やみながらに仲間を見送るという内容に変更された。
パープル・ヘイズ
声 - なし / 江川央生 / 榎木淳弥
【破壊力 - A / スピード - B / 射程距離 - C / 持続力 - E / 精密動作性 - E / 成長性 - B】
人型のスタンド。ローマの甲冑を着ており、半透明のバイザーで顔を覆い、口は糸で縫われ常に涎を垂らしている。拳に搭載された数個のカプセルから「殺人ウイルス」を周囲にばら撒く。このウイルスに感染するとあらゆる生物はおよそ30秒ほどで全身が腐り死んでしまう。カプセルは単独でも外せるため、イルーゾ戦では敵スタンドがパーブル・ヘイズの腕を止めてもカプセルだけが外れて飛び出し、それが壁に当たって割れ感染させることで勝利している。本体であるフーゴでさえもウイルスに感染すれば死亡し、解除することもできない。ウイルスは光に弱く、夜でもライトの光程度の強さで数十秒ほどの照射で殺菌される。アバッキオからは「本体の凶暴さを具現化したような能力」と評される。スタンド自身も自我を持ち、知性は低く凶暴性が高いが、体についた自分の涎を拭き取るなど綺麗好きな一面もある。本体であるフーゴ自身にも完全には制御しきれないため、作中で登場したのはイルーゾォの「マン・イン・ザ・ミラー」戦の一度きりである。
ウイルスは成長能力を秘めており、作品の後日談を描いた小説『恥知らずのパープルヘイズ』では、ジョルノの命を受け麻薬チーム壊滅のために行動する中で、フーゴの精神的な成長と共にウイルス制御能力が変化し「パープル・ヘイズ・ディストーション」へと進化。無差別にウイルスを大量散布し全力を尽くすほど、共食いによってウイルスが減少し、結果として効果が薄れてしまう一方で、必要最小限に抑え慎重に行動するほど、殺傷力が増大するという「歪んだ（英: Distortion）」特性を有するに至ったため、以降はフーゴの意志で攻撃力を変化させることができるようになった（このミッションの裏に隠されたジョルノのもう一つの目的とは、フーゴが自身の能力をきちんと制御できるように成長を促すことにあった）。
スタンド名は北米版では"Purple Smoke"（パープル・スモーク）と改名されている。
トリッシュ・ウナ
声 - 夏樹リオ / 東山奈央 / 千本木彩花
パッショーネのボスの娘。1986年4月19日生まれ。15歳。身長163センチメートル・血液型A型。四則演算の記号がプリントされたパレオのような服を着ている。ボスが組織に君臨する以前に出来た子供で、ボス自身も長らく存在を知らなかった。両親の馴れ初めの地であるサルディニア島で、母と2人で暮らしていたが、母が病死する前に（ボス本人と知らず）父親探しを組織に依頼したことで、ボスからもその存在を知られることとなる。ボスに不満を持っていた者達からは謎の多いボスを倒すための鍵（ボスの血縁なら確実にスタンド使いであり、その能力からボスを倒す手がかりが得られると推測されたため）と認識され、組織内の抗争に巻き込まれたが、大事になる前にボスの指示でペリーコロに保護され、ブチャラティチームに護衛されることとなる。
潔癖症かつ高飛車な性格で当初はわがままな振る舞いが多かったが、内心では父親との関係に戸惑いを覚える繊細な一面もある。父親であるボスが、保護のためにブチャラティ達に護衛と引き渡しを命じたのではなく、確実に自らの手で抹殺しようとする己の保身のため、トリッシュを連れて来させたことを知り大きなショックを受ける。しかし元々縁も愛情もいだいていなかった父親であったため立ち直りは早く、ブチャラティたちの意志と共鳴し、共に父親を打倒することを決意して旅に同行する。当初はスタンド使いではなかったが、旅の中で精神的に成長していったことで徐々にスタンド能力に目覚める。
チームリーダーであるブチャラティや、境遇の近いナランチャと会話をする機会が多い。
『恥知らずのパープルヘイズ』では名前だけ登場しており、職業が歌手でデビュー仕立てだった頃に騒動に巻き込まれたこと、物語終盤でラジオ出演していた時に「心の整理のために長期間イタリア中を旅していた」と誤魔化していたことが語られている。
名前の由来はスーパーモデルのトリッシュ・ゴフ。本誌および単行本では、一部トリッシュ・ウノと誤記されているページも存在した。
スパイス・ガール
【破壊力 - A / スピード - A / 射程距離 - C / 持続力 - B / 精密動作性 - D / 成長性 - C】
どんな物質も柔らかくできる女性型スタンド。ボスのキング・クリムゾンと似た模様が体表にある。柔らかくできる範囲は弾性のあるゴム状から不定形に近いレベルまで自在で、柔らかくなった物はスパイスガール以外決して切断や破壊をする事ができない。曰く「柔らかいという事はダイヤモンドよりも壊れない」。壁を柔らかくすることで攻撃力を吸収し自身に到達できないようにしたり、弾丸をゴム状にしてダメージを回避するなどの応用もしている。
自我のあるタイプのスタンドで、本体であるトリッシュとは対等の友人のような関係である。生まれつきスタンドの才能があったトリッシュは他のスタンドが見え、スパイスガールもずっと存在していたが、精神的に未熟だったため発現しておらず、トリッシュが刺客たちとの戦いを通して成長したことによってスタンドとして現れた。普段は敬語で喋るが、戦闘になるとガラが悪くなり、本体譲りの激しい気性が露呈してくる。拳でのラッシュ攻撃時は「WAANNABEEEEE（ワァァナビィィィー）」と叫ぶ。
デザインには猫と四則演算が取り入れられている。
スタンド名は北米版では"Spicy Lady"（スパイシー・レディ）と改名されている。

### 暗殺チーム
ギャング組織「パッショーネ」の暗殺専門部隊。人数は9名。仕事の性質上、ボスから「信頼」が得られず、仕事上の命の危険性に反して報酬・地位などの面で冷遇されていたため、ボスの暗殺と組織の麻薬ルート乗っ取りを目論む。ボスの正体を暴くために、娘であるトリッシュを拉致しようとした。テレビアニメ版では序盤で全員が姿を見せた他、ボスから直接報酬が支払われていることが説明されている。また、賭場などの経営が認められず、暗殺の報酬しかもらえないうえに、その報酬が安いことに不満を募らせていた。
リゾット・ネエロ
声 - 根岸朗 / 黒田崇矢 / 藤真秀
暗殺チームのリーダー。28歳。シチリア出身。白目と黒目が逆転したような目をしている。18歳の頃に飲酒運転でいとこを殺した犯人を殺害し、それが切っ掛けで裏の世界に身を投じた経緯がある。
盗難飛行機の墜落情報から、ブチャラティたちの目的地がサルディニア島であると悟る。既に仲間全員を失っており、復讐に燃える。そこでドッピオと遭遇し、さらに彼がスタンド使いでありボスに近しい人物と気付き、攻撃を仕掛ける。死闘の末、片足を斬り飛ばされながらも彼を追い詰めるが、ドッピオの主人格であるディアボロの策略でエアロスミスに攻撃されて致命傷を負う。今際の際に一矢報いようとしたものの、キング・クリムゾンの能力には敵わず死亡した。しかし最後の最後まで諦めず、結果的に敵の手にかかることを拒んだその生き様・死に様には、ディアボロも敬意を表した。
原作では、仲間が全員死んだ後に最後の一人として登場する。テレビアニメ版では登場が前倒しされ、チームリーダーとしての描写が増える。また、作中の出来事の裏で、いつ何をしていたのかという足取りもはっきりとわかっている。
メタリカ
【破壊力 - C / スピード - C / 射程距離 - 5〜10m / 持続力 - A / 精密動作性 - C / 成長性 - C】
鉄分を磁力により操作する群体のスタンド。非常に小さく、本体の体内に潜んでいるという珍しいタイプ。「ロォォド」という鳴き声を上げる。鉱石などに含まれている砂鉄などを刃物に作り変えて攻撃する他、射程距離内の相手の血液中の鉄分を刃物などに作り変えることで、体内から攻撃することができる。目視できないが効果は標的までの直線状に発動し、リゾット自身から近い順に効果が現れ、発動の際には僅かな磁力が発生する。標的は攻撃を受けるうちに体を内から裂かれたための多量の出血と、体内の鉄分を減らされることで結果的に酸素欠乏症となり、行動不能に陥る。また、砂鉄を身に纏うことで周囲の風景に溶け込むこともでき、高い攻撃力と隠密性を兼ね備えた、極めて優れた暗殺向けの能力といえる。切断された部位を、血液中の鉄分を利用し接着することもできる。
デザインのイメージは細胞や赤血球および『ムーミン』に登場するニョロニョロ。
スタンド名は北米版では最後の「a」が省略され、"Metallic"（メタリック）に改名されている。
ホルマジオ
声 - 岸祐二  / なし / 福島潤
暗殺チームの一人。口癖は「しょうがねえなあ」。坊主頭に剃り込みを入れた粗野な出で立ちや気だるげな口調とは裏腹に勘が鋭く、知略にも長けた人物。「スタンド能力の「くだる」「くだらない」とは知恵の使い様」という持論を持つ。
買い出しに出たナランチャを襲撃、拷問して隠れ家の場所を吐かせようとする。自身のスタンド能力を「知恵の使い様」で最大限に活かし、ナランチャやエアロスミスの行動から能力を推察して見破るなど、知略家ぶりを見せたが、キレたナランチャの後先考えない激しい攻撃によって返り討ちにあい敗北、ブチャラティチームのこれからの過酷な未来を暗示するかのような捨て台詞を残して死亡。
アニメ版では暗殺シーンが追加されており、スタンド能力で小さくした車をターゲットの飲み物の中に仕込んで飲み込ませ、その後縮めた車を元の大きさに戻して腹を破裂させるという方法で暗殺の任務を実行している。また、ソルベとジェラートが行方不明になり、チーム全員で捜索している中で、その推察力で二人が監禁された場所に辿り着き、ジェラートの死体を発見する。ホルマリン漬けの額縁を並べてそれが輪切りにされたソルベだと分かると、余りの凄惨さに恐怖して絶叫していた。
リトル・フィート
【破壊力 - D / スピード - B / 射程距離 - E / 持続力 - A / 精密動作性 - D / 成長性 - C】
人型のスタンド。人差し指の刃で切りつけた相手の身体と身に付けている物をどんどん縮小させていくスタンド。一度この能力にかかると相手がどこに逃げようと、スタンドの射程距離にかかわらず無限に縮んでいく。身につけている物に関しては対象から離れた時点で縮小は止まる。縮小させるのには時間がかかるが、能力が解除されたときには一瞬で元の大きさに戻る。また、自分自身を一瞬で自由に縮小させることも可能。
スタンド自体の破壊力は低いが、エアロスミスの機銃掃射を捌ききるだけのスピードは備えている。また人差し指の刃は対象を縮小させずに斬りつけることも可能である。
デザインはエンキ・ビラルの作品に登場するロボットをイメージしている。
スタンド名は北米版では"Tiny Feet"（タイニー・フィート）と改名されている。
イルーゾォ
声 - 根岸朗 / 中井和哉 / 成田剣
暗殺チームの一人。通称・鏡のイルーゾォ。鱗のような模様の服と連ねたおさげ髪が特徴的な男。
高慢かつ狡猾な性格で、常に自分が相手より優位な立場で物事を進めることを好む。自身のスタンド能力には絶対の自信を持っている一方で、それが原因で相手を侮り不測の事態を招くこともある。
ポンペイの遺跡を訪れたジョルノらを待ち受け、1人ずつ順番に襲撃し、鏡の中へ引きずり込んでいく。しかし、ジョルノが自らパープル・ヘイズの殺人ウイルスに感染しながら鏡の中へ入ってきたことで自身もウイルス感染し、感染した腕部分を切り離して鏡の外へ脱出するも、現実世界で待ち受けていたパープル・ヘイズに捕まり死亡した。その身体はウイルスによって消滅し、同時にスタンド能力も解除された。
テレビアニメ版では、オリジナルシーンとして、ホルマジオの能力を「くだらねースタンド」と軽口を叩いて見下す一方で自身の能力を「ここぞという時のためのもの」と評すなど高慢さが強調されている。
小説『恥知らずのパープルヘイズ』では、過去にシーラEの姉を殺害していたことが明らかになっている。
マン・イン・ザ・ミラー
【破壊力 - C / スピード - C / 射程距離 - C（「鏡の中」の世界では数百m（B）） / 持続力 - D / 精密動作性 - C / 成長性 - E】
顔にゴーグルを着けた人型のスタンド。「鏡の中の世界」を作り出し、あらゆる鏡を出入り口としてその中に出入りする。「鏡の中の世界」は全ての物が左右反対になっている「死の世界」であり、イルーゾォが「許可」したもの以外は出ることも入ることもできず、物を動かしたりすることもできない。
「鏡の中の世界」の構築とそこに標的を引き込むことにエネルギーを集中させているためスタンド自身の戦闘力はあまり高くなく、スタンド同士での肉弾戦は不得手。必要に応じて鏡の破片を凶器として使用することもある。「鏡の中の世界」で丸腰の人間を相手にすることが前提であるため力負けすることはほとんどないが、総じて殺傷力の高いスタンドを持つ暗殺チームの中では直接的な殺傷効果を持たず、また敵を閉じ込めるための持続力も弱いスタンドでもある。
スタンド名の由来はマイケル・ジャクソンの楽曲「マン・イン・ザ・ミラー」。デザインのイメージはヴェネツィアの仮面。
スタンド名は北米版では"Mirror Man"（ミラーマン）と改名されている。
プロシュート
声 - うすいたかやす / 寺島拓篤 / 鈴木達央
暗殺チームの一人。通称・プロシュート兄貴。スーツに身を包み、髪を撫でつけた短髪の男性。
目的のためなら一瞬も惑わない覚悟をもち、無関係の人間をも躊躇なくスタンド攻撃に巻き込む冷徹さを持つ。その一方で、弟分のペッシに対しては「マンモーニ（ママっ子）」と叱り付けつつも、精神的な成長の大切さを説くなど兄貴肌の面倒見の良い性格。
フィレンツェ行きの特急列車内で、ブチャラティチームを列車の乗客ごと始末しようとし、自身を老化させて老人の姿にカモフラージュさせて、ミスタに触れて老化させる。その後はブチャラティとの交戦の末に車外に転落。しかし、瀕死の重傷を負いながらも列車にしがみつき、スタンド能力を解除せずにペッシにその「覚悟」を見せつけ、彼を成長させた後に死亡。
テレビアニメ版では仲間の面子を考えずミルクを飲むペッシに「だからお前はマンモーニだってんだ」と窘めたり、輪切りにされたソルベが収められた額縁を並べる際に強く拒否反応を示したペッシに平静を保ちながら「黙ってろ！」と叱りつけるシーンが追加されている。
ザ・グレイトフル・デッド（偉大なる死）
【破壊力 - B / スピード - E / 射程距離 - 列車一本程度は十分（アニメ版ではBに設定されている） / 持続力 - A / 精密動作性 - E / 成長性 - C】
全身に無数の目玉を持った姿のスタンド。人型に近いが上半身のみで下半身はなく、脚のように太い二本の腕で歩行する。胴体の断面からはケーブル状の触手が垂れ下がっている。能力が発動している間、周囲の生物や触れた相手を急激に老化させることができる。老化は本体であるプロシュートを除き敵味方問わず無差別に効果が発揮され、やがて老衰死させる。老化の速度は対象の体温が低いほど遅くなり、氷などで体を冷やせば老化を防ぐこともできる。なお、老化にエネルギーを集中させているため、スタンド自体は素早い動きは苦手としている。
デザインのイメージは全身に目がある妖怪。
スタンド名は『オールスターバトル』以降のゲーム作品の北米版では"Thankful Dead"（サンクフル・デッド）、テレビアニメ版の北米版では"The Thankful Death"（ザ・サンクフル・デス）と改名されている。
ペッシ
声 - 西村朋紘 / ふくまつ進紗 / 木村昴
プロシュートと行動を共にする弟分。頭頂部だけ逆立てた髪が特徴の若い男で、服には釣り針を左右に2個並べたような独自のマークがいくつもついている。気が弱く臆病な性格で、暗殺チームであるにもかかわらず、今まで一度も人を殺したことがなかったとのこと。プロシュートからは、その精神的な弱さを度々叱咤されている一方で、五感の鋭さや潜在能力の面においては高く評価されている。
初めは臆病で自信の無いしがないチンピラだったが、瀕死の状態でもなお攻撃を止めないプロシュートの「覚悟」を見て未熟から脱し、冷酷な暗殺者へと成長、そして自分のことを「マンモーニ」と馬鹿にした乗客を殺害した。その後、五感の鋭さと暗殺者としての「覚悟」を駆使しながらブチャラティを追い詰めるが、死闘の末に僅差で首を折られて敗北する。致命傷を負いながらも、老化したジョルノたちを道連れにしようとしたが、スティッキィ・フィンガーズのラッシュで全身をバラバラにされて死亡した。
テレビアニメ版ではホルマジオが暗殺するビジネスに同行しており、エスプレッソが胃に合わずミルクを飲んでいることをプロシュートから「格好がつかなくなる」と窘められていた。ホルマリン漬けの額縁に収められた指についていたのがソルベがいつもしているペディキュアと同じ色であることを見抜いた。
ビーチ・ボーイ
【破壊力 - C / スピード - B / 射程距離 - 糸の距離 / 持続力 - C / 精密動作性 - C / 成長性 - A】
髑髏形のリールがついた釣竿状のスタンド。その釣り糸や釣り針は、標的以外の全てを水のように透過し、釣り上げた標的を内側から切り裂く。また、釣り針を通して周囲の状況や食い込んだ標的の身体的特徴を細かく察知できる。一度釣られてしまうと、釣り糸を切ろうとしても糸を伝って衝撃が釣られた者に跳ね返ってきてしまうため容易に逃れることはできなくなる。
スタンド自体に自立性はなく、パワーや精密動作性はペッシ自身の腕力や操作技術に大きく依存するが、釣られた相手は竿の弾性によって極度に体力を消耗するため、よほど地力に差がない限り力比べで負けることは稀である。外す可能性はあるが直接面と向かった相手の心臓を狙うといった攻撃も行える。
スタンド名は北米版では"Fisher Man"（フィッシャー・マン）と改名されている。
メローネ
声 - 木内秀信 / 野島健児 / 間島淳司
暗殺チームの一人。片目が隠れた半透明のマスクに露出度の高い服、薄紫の髪が特徴の男。口癖は「ディ・モールト（非常に）!」。一見すると紳士的で物腰も柔らかいが、実際はかなり屈折した性格と歪んだ性癖の持ち主であり、女性に対して異常な執着を見せる。これらの言動には、後述のスタンド能力のためという理由付けがある。
列車で採取したブチャラティの血を組み込んだスタンドに一行を追跡させ、ブチャラティとトリッシュを捕らえて一度はジョルノを瀕死にまで追い込んだが、ジョルノが自らのスタンド能力を応用して「破損した肉体を修復する」能力に目覚めたことで形勢が逆転し、追跡に使用したバイクでベイビィ・フェイスを撃破されてしまう。直後にメローネ自身もジョルノが放った「スタンドの残骸から生まれた毒蛇」に噛まれ、死亡する。
テレビアニメ版では屈折した性格が強調され、普段は博識で落ち着いた言動を取りながらも、女性を見ると一変して舌舐めずりしながら生唾を飲み込み、他のメンバーから唖然とされている。
キャラクターのイメージはヴェネツィアの仮面。
ベイビィ・フェイス
【破壊力 - A / スピード - B / 射程距離 - A / 持続力 - A / 精密動作性 - 教育次第 / 成長性 - 教育次第】
【破壊力 - 教育次第 / スピード - 教育次第 / 射程距離 - 教育次第 / 持続力 - 教育次第/ 精密動作性 - 教育次第 / 成長性 - 教育次第】（テレビアニメ）
ノートパソコンから手足が生えたような『親』と、母体となる女性の体を分解、再構成して「出産」される『息子』で構成されるスタンド。『息子』はスタンド自体が知能を持った遠隔自動操縦型でパワーと射程距離に優れるが、さらにメローネが育成・教育することで標的の追跡や精密な動作も可能となる。『息子』は母体となる女性の肉体を媒体にして実体化しているため、倒されてもメローネ本体にダメージは無く、母体を調達すれば何度でも新たに生み直すことが可能となる。
「息子」は物体をブロック状に分解させ、組み替えることで別の物体に作り変える能力を持つ。これにより周囲の物への擬態や、敵の身体の一部を奪い取り、欠損させてダメージを与えることが可能となる。『親』を介して本体であるメローネが行動を指示できるが、「チャットのように交信を行うため、メローネからは戦況が分かりづらい」「教育を間違えると暴走する危険がある」といった弱点がある。
今回の個体はブチャラティと相性の悪い血液型がO型（と勝手に推測された）の女性・アニータを母体とした、非行少年的な性格で誕生した。初期こそ従順だったものの、ジョルノとの戦闘で劣勢に追い込まれるごとに、メローネの指示に従わなくなっていく。最終的に「キレた」ことで急成長を果たし、完全にメローネの指示を無視して戦うも、自らが追跡に使ったバイクの部品と融合させられて体内から爆破され、消滅した。
デザインのイメージは広瀬康一のスタンド「エコーズACT3」の悪い版および悪魔少年。
スタンド名は北米版では"Babyhead"（ベイビィヘッド）と改名されている。
ギアッチョ
声 - 西村朋紘 / 鈴木達央 / 岡本信彦
暗殺チームの一人で眼鏡が特徴。些細な疑問や不満に対して異常に反応し、唐突に怒り狂う凶暴かつ神経質な性格。任務においては機転が利く上に執念深く、何度も追跡を振り切られそうになりながらもミスタやジョルノを追い詰めている。
自殺したペリーコロのそばに落ちていた写真の燃えカスを復元し、ブチャラティチームの行き先がヴェネツィアだと特定。ボスからの指令により、サンタ・ルチア駅前に隠されたOA-DISCの回収に向かうジョルノとミスタの自動車を襲撃する。2人を追い詰め、ジョルノたちよりも先にDISCを奪うことに成功するが、ミスタの捨て身の覚悟で尖った鉄柱に首を撃ち込まれ、最後は復活したジョルノのラッシュで完全にのどを貫かれ絶命した。
テレビアニメ版ではキレやすい性格が描写され、事あるごとに周囲に当たり散らしていた。自分たちのチームが組織内でナンバー1だと自負しており、そのため相応に値する報酬額をもらえないことに対し、「もっといい目を見て当然」と誰よりも不満を露わにしていた。
ホワイト・アルバム
【破壊力 - A / スピード - C / 射程距離 - C / 持続力 - A / 精密動作性 - E / 成長性 - E】
極低温を操る能力を持ち、水分を凝固させたスピードスケート用スーツのような装甲で本体を覆うという珍しいタイプのスタンド。極低温により敵や周辺の物体、そして敵スタンドすらも瞬時に凍結させ破砕するが、地面を凍結させてスケートの要領で相手を高速追尾もできる。スーツ内部は周囲の温度と無関係に適温が保たれており、外部の強度は大変高く、ゴールド・エクスペリエンスのラッシュや拳銃の弾丸程度は軽く防ぎ、さらに殴りつけた拳すら凍結させるので、かなりの手強い。破損もすぐに再生し能力を解除すれば一瞬で融ける。通気口の役目を果たす首の後ろの穴が唯一の死角となっているが、空気を凍らせて内部に取り込んでから溶かす、という方法により通気口をなくすことも可能。さらに空気を凍らせて自身の周囲に無数の氷の壁を作り、弾丸などの攻撃を反射する防御技「ジェントリー・ウィープス（静かに泣く）」を使うこともできる。総合的に攻守共にかなり優れた能力を備えている。
スタンド名は北米版では"White Ice"（ホワイト・アイス）と改名されている。
ソルベ
声 - 佐々木義人
暗殺チームの一人。ジェラートと気味が悪いくらい仲が良い。2人でボスの正体を探ろうとしたが、それがボスの逆鱗に触れてしまい、体を生きたまま足元から輪切りにされて殺された上、ホルマリン漬けにされて36枚の額縁に収められる「処刑」を受けた。彼の死は他の暗殺チームメンバーに「自分への反逆が何を意味するのか」をまざまざと知らしめることとなり、トリッシュの存在が浮上するまでは事実上首輪をつけられた状態となっていた。スタンド能力についての言及は無く詳細不明。
テレビアニメ版ではチームの中で1番金にがめつく、仕事報酬の席には必ず参加するという設定が追加され、また他のメンバーからは彼とジェラートが参加しなかったことからボスの正体を暴こうとして逆に拉致されたと推測された。ジェラートと揃いのペディキュアをしていた。
ジェラート
暗殺チームの一人。ソルベと共にボスの正体を探ろうとしたため一緒にボスに捕まる。ソルベが惨殺される光景を目にし、余りのショックと絶望から猿轡を飲み込んでしまい窒息死した。彼の遺体にはただ一言「罰」とだけ書かれた張り紙を貼られ、ボスからの「自分の正体を探る者はこうなる」というメッセージとされた。
スタンド能力についての言及は無く詳細不明。

### ボスの親衛隊
スクアーロ
声 - 木内秀信 / 森訓久 / 前野智昭
パッショーネの「ボス」の親衛隊の一人。ティッツァーノと共にヴェネツィア市内でブチャラティチームを襲撃する。二人組で攻撃役を担当。やや感情的な性格で冷静さを失いやすく、その度にティッツァーノに諭される。敵の言動や戦況から油断や動揺をする場面が多く描かれていたが同時に粘り強くもあり、エアロスミスの攻撃によってかなりのダメージを負いながらも最期までブチャラティチームの始末を諦めなかった。
「トーキング・ヘッド」に取り憑かれたナランチャを利用して、他のメンバーを順次始末しようと計画するが、ナランチャに正体を見破られる。クラッシュが攻撃できるようにティッツァーノが身を挺してエアロスミスの機銃を受けて死んだことに激昂、ボスではなくティッツァーノのためにブチャラティチームを壊滅させることを決意する。しかし、それでも怯まなかったナランチャのエアロスミスのラッシュを受け敗北、ブチャラティチームの精神力の強さを理解できないまま死亡した。
クラッシュ
【破壊力 - D / スピード - A / 射程距離 - B / 持続力 - A / 精密動作性 - A / 成長性 - C】
魚類の姿をした遠隔操作のスタンド。鋭い歯を持ち、水から水へ瞬間移動して相手を攻撃する。水以外でもスープや血液などの液体であれば移動が可能。サイズとパワーは可変で、転移先の水の量に相関して縮小拡大する。劇中では最小で涙、最大でヴェネツィアの運河に移動していた。密閉された水へは移動できず一回で移動できる距離も数メートル程度なのが弱点で、近くに水がない場所では一気に不利になる。
作中では「サメのような」と称されているが、デザインのイメージは古代の甲冑魚であるという。
スタンド名は北米版では綴りが"Clash"から"Crush"に変更されている。
ティッツァーノ
声 - 石野竜三 / なし / 津田健次郎
親衛隊の一人。スクアーロと共にヴェネツィア市内でブチャラティチームを襲撃する。二人組で支援役を担当。冷静沈着な頭脳派で、感情的なスクアーロのブレーキ役も担う。
ナランチャにスタンドを取り付かせてブチャラティチームを攪乱するが、自分の舌を切り落としたナランチャを見て動揺したせいで正体を見破られ、エアロスミスの弾丸からスクアーロを庇って死亡する。スクアーロを庇ったのは、自分の返り血をナランチャに浴びせることで、スクアーロのスタンドが瞬間移動してナランチャを殺せるようにするという覚悟の行動であった。
トーキング・ヘッド
【破壊力 - E / スピード - E / 射程距離 - B / 持続力 - A / 精密動作性 - E / 成長性 - E】
対象の舌に取り付き、その者が発しようとするあらゆる言葉の正反対のことを表現させるスタンド。能力は口述だけでなく記述にも及ぶが、この場合は正反対ではなく意味不明なものに変換されていた。スタンドを一時的に解除して言動を正常に戻すことも可能で、これを巧みに織り交ぜながら相手を撹乱する。また、対象の舌を操って物を掴んだりすることも可能。
完全な非戦闘型のスタンドであり自由に移動させることもできないため、これを相手の舌に貼り付けることができて、かつ攻撃に特化したスタンドと組むことが前提の能力である。
デザインのイメージはタコの吸盤とエイリアンの幼生。
スタンド名は北米版では"Talking Mouth"（トーキング・マウス）に改名されている。
カルネ
声 - 阪口大助
ボス親衛隊の一人。不気味な風貌の太った男で、作中ではセリフを発していない。サルディニア島に向かおうと空港を訪れたブチャラティたちの前に正面切って現れるもミスタにあっけなく射殺される。その後、自身のスタンド「ノトーリアス・B・I・G」が死に際の恨みのエネルギーによって無敵の怨霊と化す。サルディニア島行きの飛行機内でジョルノ、ナランチャ、ミスタなど次々に襲って戦闘不能にするが、スタンド能力に目覚めたトリッシュの機転で飛行機の墜落に巻き込まれた。その後、ティレニア海に投棄されたことで、永遠に海面の波飛沫や通りかかった船を攻撃するだけの存在となった。
ノトーリアス・B・I・G
【破壊力 - A / スピード - ∞ / 射程距離 - ∞ / 持続力 - ∞ / 精密動作性 - E / 成長性 - A】
近くにあるもののうち「最も速く」動いているものを、それを上回る速さで優先的に追尾し攻撃する自動追尾型スタンド。人間やスタンド、飛行機の燃料など様々なエネルギーを吸収し、肥大化する。また、既に本体が存在しないために、航行中の飛行機にさえ追いつくほどの無限大のスピードと射程距離を持つ。
「最も速く」動いているものよりも遅い速度で攻撃することでダメージを与えることは可能だが、動いているものを恐ろしい勢いで次々取り込むこのスタンド相手にその条件を満たすのが難しいうえに、僅かな欠片とエネルギーがあれば即座に再生するため、完全に消滅させることは極めて困難。また止まっているものに当たった場合もダメージを負う。
このスタンドは、本体であるカルネ自身が死亡したことで発動したと説明されているが、カルネはミスタに射殺される直前に人型のノトーリアス・B・I・Gを出しかけており、生前にスタンドが使えたのかについてははっきりしていない。
スタンドと同名のアメリカのラッパー「ノトーリアス・B.I.G.」も本作連載中の1997年にカルネと同じく射殺されており、作者が『週刊少年ジャンプ』巻末のコメント欄でそのことについて触れている。
スタンド名は北米版では"Notorious Chase"（ノトーリアス・チェイス）に改名されている。
チョコラータ
声 - 石野竜三 / 内田直哉 / 宮内敦士
ディアボロの切り札の一人。34歳で元医者。菌類を思わせる形状をした緑色の髪と、不気味なメイクを施した顔が特徴。暴走しがちな能力と本人の性格が危険視されて、行動を制限されていた。
本編の2年前に医療ミスで患者を死なせ病院を解雇になった所を組織に拾われたが、実態は人の死や痛みを観察するのを楽しみとする好奇心旺盛で猟奇的な殺人鬼であり、患者も意図的に死に追いやっていた極悪非道そのものの男。医者を志したのも合法かつ効率的に死や痛みを観察できるからに過ぎず、人間が本来持っているはずの良心や道徳、倫理や罪悪感が完全に欠落している。その一方、医療の知識と技術は常軌を逸しており、人体実験での経験はジョルノとの戦いで活用され、医療器具と薬物とスタンド能力を駆使しながら自身の身体を解体・分離して攻撃し、その後は形だけ再接合するという奇策に用いている。
歪んだ性格は少年時代からの生来のものであり、表向きは頭脳明晰な優等生として老人介護のボランティアに参加するなどしていたが、その裏で寝たきりの老人たちを人体実験に利用した挙句心身共に虐待して自殺に追い込んでおり、愉悦のために医者になることを決めた。
他者を一切信用しておらず、唯一セッコだけに多大な信頼を寄せている。また野心が強く、ジョルノたちを始末した後は、そのままボスも殺して成り代わろうとした。アバッキオによって顔を暴かれたボスが、ハイリスクを承知しつつ解き放つ。手始めに漁村の市民を全滅させ、ローマに甚大な被害を出しながらもブチャラティチームを死の一歩手前まで追い詰めるが、過剰な慢心さが仇となってしまい、ピストルズNo.5の活躍とジョルノの機転により敗北。最期はジョルノによって、7ページ半（雑誌掲載時では、掲載ページによる影響で5ページ半のみの掲載だった）に渡る「無駄無駄」ラッシュを打ち込まれ、ゴミ収集車の中まで吹き飛ばされ死亡した。
この時のシーンが、類例のPart3での空条承太郎などと共に、テレビアニメ版Part1のオープニング「ジョジョ〜その血の運命〜」の映像に盛り込まれている。
テレビアニメ版ではシルエットだけ先行登場しており、ソルベとジェラート処刑の実行犯が彼だということが示唆されている。また彼の過去についても詳細に描かれ、麻酔を弱くして手術中に目覚めた患者の体から腸を取り出して見せつけたり、自殺した老人の姿を邪悪な笑みを浮かべながらビデオで撮影していた。
またテレビアニメ版31話で描かれた最後の「無駄無駄」ラッシュのシーンは、上記の承太郎が放った約20秒のオラオララッシュを上回る約30秒に渡る描写となったが、「無駄無駄原画」とクレジットされた原画担当者6名を配して制作された（6名とも、31話全体の原画担当としてもクレジットされている）。総作画監督の石本峻一によれば、31話の制作に入る前に、アクションを得意とするアニメーターを配したほうがよいという流れで配置が決まったという。
グリーン・ディ
【破壊力 - A / スピード - C / 射程距離 - A / 持続力 - A / 精密動作性 - E / 成長性 - A】
サボテンのような姿をした人型のスタンド。頭部や頚部に無数のパイプのようなものがあり、そこからスタンドカビを散布する。このカビには、現在の位置より少しでも低い所に降りると急激に繁殖して、痛みも無いまま肉を腐らせる性質がある。現在の位置から高い所へ移動し続けることで繁殖を食い止めることはできるが、カビ自体が生きているためゴールド・エクスペリエンスによる治療も難しく、根絶するには本体のチョコラータを叩くしかない。スタンド自体の属性は近距離パワー型であり、ゴールド・エクスペリエンスを圧倒するなど接近戦にも強い。劇中ではカビを用いて無関係の人間をも巻き込んで無差別攻撃を行っていたが、チョコラータに同行していたセッコはカビの浸食を受けず、チョコラータ自身は傷口の止血に利用している。攻撃に用いた場合のカビの繁殖速度は凄まじく、早ければほんの数秒で人間を殺すこともできる上、犠牲者の死体を媒体として無制限に攻撃範囲が広がって行くという、チョコラータの一点の良心も持たない残忍非道な性格が反映されている。カビは生物であれば何でも朽ちさせることができるが、死んでいるものや元から生きていない物質にはカビは生えず、カビに侵された生物も死亡した時点で侵食が止まる。そのため、既に死体になっていたブチャラティにはカビは生えなかった。加えてあくまで生物であるため、スタンドは浸食できない。
原作中ではスタンドの上半身しか映るシーンがなかったが、PlayStation 2用のゲーム『黄金の旋風』での登場に際して、原作者が下半身部分を描き下ろしており、キノコの傘を上下逆にしたような形状で這って移動する。アニメではアイキャッチのスタンド紹介で、人間と同じ2本の足が描かれた。
スタンド名は北米版では"Green Tea"（グリーン・ティ）と改名されている。
セッコ
声 - うすいたかやす / 下野紘 / KENN
ディアボロの切り札の一人。チョコラータの元患者ということ以外の素性は一切不明。ディアボロ曰く「考えの読めない男」で、チョコラータ共々にゲス呼ばわりされている。
チョコラータの言うことしか聞かず、彼の投げた角砂糖を口でキャッチし、留守録の声にすら泣いて喜ぶなど、ペットのように振舞っているが、実は饒舌で計算高い性格の持ち主。チョコラータに従っていたのは彼の下につけば安心できるという思惑からであり、彼が敗れたことを知ると掌を返して罵倒を始めた。また、常人離れした五感の持ち主で、数十メートル以上も離れた場所からポルナレフが双眼鏡を持ったり車椅子に乗る姿を肉眼で捉えたり、ブチャラティとの戦闘では距離を正確に図りながら追い詰めるなど、知的な場面も目立つ。しかし、頼みの綱である五感を破壊されると激しく動揺する。
チョコラータの遺言からブチャラティたちの目標の「コロッセオにいる男」（ポルナレフ）の存在を知り、彼から秘密（矢の力。後にレクイエムと判明する）を奪い、ボスを倒してトップになりかわろうと暴走する。地下を泳げる能力と優れた聴力でブチャラティを苦戦させるも、逆利用されて大ダメージを受け、さらにジッパーで自らの手とノドとを繋がれ、自分のノドを液状化して自滅。チョコラータと共にゴミ収集車送りとなった。
テレビアニメ版ではシルエットだけ先行登場する。ソルベがチョコラータに輪切りにされていく様子をビデオカメラで撮影していた。
オアシス
【破壊力 - A / スピード - A / 射程距離 - B / 持続力 - A / 精密動作性 - E / 成長性 - C】
身に纏う形のスタンド。周囲のあらゆるものを泥化させる。これを利用して地中にダイブし、自身の進行上の全ての物を液状化した地面に飲み込む。敵や物質を液状化した地中に引きずり込んだり、液状化させて破壊することもできる、また、ある程度距離が離れれば、液状化した物も再び固体化するため、液状化した石を口に含み雨のように吹き付けることで即興の遠距離攻撃も可能である。セッコ自身の「原始的な才能」がそのまま発現したものであるとされ、セッコ自身の恐ろしく鋭い聴力がソナーとなって、地中でも方向を誤ることがない。ヒジで地面を打ってドロ化し、その反動を利用してパンチを繰り出すことで、ブチャラティの「スティッキィ・フィンガーズ」をもしのぐパワーとスピードでラッシュを繰り出すこともできる。真価はチョコラータ自身の能力との組み合わせによって発揮される。
スタンド名は北米版では"Sanctuary"（サンクチュアリ）と改名されている。

### パッショーネの重要人物
ディアボロ
声 - 宮本充 / 森川智之 / 小西克幸
イタリアの裏社会を牛耳るギャング組織「パッショーネ」の「ボス」として頂点に君臨する男。その人物像は組織内ですら徹底的に秘匿されている謎の人物。スタンドは時間を消し飛ばす能力を持つ「キング・クリムゾン」。二重人格で「ドッピオ」という別の魂と姿を持っており、隠れ蓑に暗躍する。
スタンド名は北米版では"Emperor Crimson"（エンペラー・クリムゾン）と改名されている。
ヴィネガー・ドッピオ
声 - 宮本充 / 石田彰 / 斉藤壮馬
十代の少年。性格は小心者で、キレると凶暴さが見えるものの、ギャングにはまったく見えない。
その正体は、「ボス」ディアボロが持つ、もう一つの人格・魂。ドッピオは己の二重人格を知らず、自分はボス最大の腹心であると思いこんでいる。魂が肉体に作用して、ディアボロのときとドッピオのときで外見上の顔や体格がまるで別人に切り替わる。ディアボロの隠れ蓑であり、ドッピオはボスから（妄想の）電話で指示を受けて行動する。
ボスのスタンド能力「キング・クリムゾン」を借りて、限定的に使用することができる。最大の真価たる、時を飛ばして回避するという能力を使うことができない。
テレビアニメ21話では、役名が「電話の声」になっている。
ポルポ
声 - 岸祐二 / なし / 石川英郎
組織「パッショーネ」のネアポリス地区幹部。とてつもない肥満体の巨漢。身動きできない自分の身を護るため、ワザとネアポリス刑務所に入っており、そこから外部に指示を出している。刑務所の刑務官にも影響力があり、独房は高級食材や著名作家の絵画、果ては爆弾や銃器の所有までも許されるなど、完全にスイートルームと化している。ボス直々の命令を受けることがあり、それも「スタンド使いに関する任務のみ」という特別な立場にあった。
普段は知的でユーモアを交えた話し口をしているが、その本性は冷酷かつ他人を完全に見下したもの。
パッショーネへの入団希望者の試験官も務めている。課題の内容は一定ではないそうだが、ジョルノのときは「ポルポより点火状態で渡されたライターの炎を24時間消火しないよう守る」という信頼試験であった。遂行中に発現したスタンド「ブラック・サバス」が無関係の老人の命を奪ったことで、ジョルノの怒りを買う。ジョルノの入団を認めた際に、独房内の拳銃一丁がゴールド・エクスペリエンスの手で密かにバナナに変化されられており、翌日にそのバナナを食べようとして自ら拳銃の引き金を引いて死亡。
検視捜査では完全に自殺とされ、組織内でも自殺を疑われなかった。ブチャラティだけはジョルノが何かをしたと察しているようではあったが「ポルポは死んで当然のことをしていた男だからな」と詮索しなかった。
6億円（テレビアニメ版では100億リラ）の隠し財産を持っており、ブチャラティに命じて安全な所に隠させていた。
テレビアニメ版ではギアッチョの台詞からネアポリス地区を主とする賭場の運営を一任されていたことが語られており、莫大な資産を持っていた模様。
ブラック・サバス
【破壊力 - E（押さえつける力はA） / スピード - A / 射程距離 - A / 持続力 - A / 精密動作性 - E / 成長性 - E】
影の中を自在に移動し、捕えた人間の魂またはスタンドを引きずり出して、口内に内蔵されたスタンドの才能を引き出す「矢」で突き刺すスタンド。才能が無い人間の魂は「矢」に貫かれると死亡する。上述のポルポのライターの炎が消えた後に「再点火」した際に発生する影から出現し、再点火を見たものを無差別に攻撃するように設定されている。完全な自動操縦タイプで、発動そのものがポルポの意思とは無関係であり、たとえ破壊されようとポルポには一切ダメージは伝わらないどころか、スタンドが戦っていることにすら気づくことはない。日光が弱点であり、日光に曝されると蒸発するように消えるが、たとえ倒したとしても一時的に姿を消すだけであり、ライターを再点火すると何度でも現れる。
デザインのイメージは映画『カサノバ』に登場するようなヴェネツィアの仮装カーニバルの衣装と死神。
スタンド名は北米版では"Shadow Sabbath"（シャドウ・サバス）と改名されている。
ペリーコロ
声 - 伊藤健太郎 / なし / 辻親八
組織「パッショーネ」の老幹部。ブチャラティの上納金（ポルポの遺産）を受け取りにカプリ島に現れ、彼の幹部への昇進を告げると共に、ボスからの指令「娘の警護」の任務を与えた。スタンド能力はない。
組織に忠実で、最後はミスター・プレジデントの中で秘密保持のために自殺した。なお彼の自殺は命令によるものだが、組織（ボス）のおかげで余生を謳歌できた彼に迷いはなく、笑顔のまま死んでいった。本人のメッセージによると、後始末は何も知らない部下に任せたようである。
ブチャラティは彼を慕っていたようで、「ペリーコロさん」と敬称を付けて呼んでおり、彼の自殺には哀しみと苦悩の表情を見せていた。
小説『恥知らずのパープルヘイズ』ではフルネームがヌンツィオ・ペリーコロとされており、ジャンルッカという名の息子がいたことも明らかになっている。

### その他の構成員
ルカ
声 - 西村朋紘 / なし / 濱野大輝
ネアポリス地区のメンバー。かつて喧嘩の際にナイフを深く刺された後遺症で常に右目に涙が滲むようになったため、「涙目のルカ」の異名を持つ。凶器としてスコップを常に持ち歩き、チューリップが描かれた服を着ている。恨みを持たれるタイプの性格であり、恐喝や暴行などチンピラ同然のことを繰り返しているため、ミスタたちからも快く思われていなかった。空港でジョルノからショバ代を奪おうとするも逆らわれて激昂し、彼の生みだしたカエルごとスコップで殴りつけた直後、その衝撃を脳天に反射されたことで再起不能となり、ポルポによってブチャラティに犯人捜索の命が下される。
その後に死亡したことが明らかになり、遺体の眼球や指はブチャラティが犯人を目撃したと睨んだジョルノへの尋問に使われる。死亡の経緯について、ブチャラティは重体で見つかった後に組織によって始末されたとジョルノに語っているが、その後ジョルノと戦闘になった際には「殺したのはお前だったのか」と発言しており、ミスタたちにルカのことを話した際にも変死体で見つかったと語っている。
マリオ・ズッケェロ
声 - 石野竜三 / なし / 高橋伸也
ローマ地区のメンバー。はれぼったい唇と巻貝のような髪型が特徴。ポルポの遺産を狙い、相棒サーレーと共にブチャラティチームを追跡する。
ブチャラティチームが乗船したヨットに、自らの能力で萎ませたもう一隻のヨットを被せ、自身はその隙間に潜む。一人ずつ倒して人質にとっていくも、最後のブチャラティにからくりを見抜かれて船を沈められそうになったことで、姿を現す。人質を用いた脅迫に出るも、ブチャラティは屈さず、逆に倒され捕らえられる。ミスタに拷問を受けるも、仲間のことは口を割らなかった（アバッキオの能力により仲間の存在がバレるが、ズッケェロ自身はサーレーを売っていない）。その後は気絶したままヨットに放置された。
Parte5のその後を書いた小説『恥知らずのパープルヘイズ』では生存していたことが明らかになっているが、麻薬チームの討伐任務中に死亡する。
アニメ版では運転免許証が映るシーンがあり、生年月日が1976年6月21日であることが判明している。
ソフト・マシーン
【破壊力 - A / スピード - C / 射程距離 - E / 持続力 - A / 精密動作性 - D / 成長性 - E】
手にしたレイピアで刺した物体を、空気を抜かれた風船のように萎ませる人型のスタンド。生物の場合は萎んでも生存可能だが、意識を失い行動不能になる。本体自身を萎ませることも可能で、この場合は萎んだままでも行動が可能。姿を隠しながら相手を戦闘不能にすることには最適だが、スティッキー・フィンガーズのジッパー攻撃をまったく避けられないなど、正面きっての格闘戦は苦手であるとブチャラティに見破られる。
スタンド名は北米版では"Tender Machine"（テンダー・マシーン）と改名されている。
サーレー
声 - 木内秀信 / なし / 石川界人
パッショーネの組員。ズッケェロの相棒。
船で人質をとったズッケェロと合流する予定だったが、ズッケェロが敗れたことで存在がばれてしまい、先手を打って上陸したジョルノとミスタのうちミスタと交戦する。戦闘はお互いの能力を駆使した銃弾の撃ち返し合いとなるが、ピストルズの連携プレーによって頭部表面に残った弾丸を別の弾丸で押し込まれ、能力のおかげで死には至らなかったものの気絶してしまい、敗北する。その後はズッケェロ共々ヨットに放置される。
小説『恥知らずのパープルヘイズ』では生存していたことが明らかになっているが、麻薬チームの討伐任務中に死亡する。
連載時には名前は出てこず、ブチャラティからは「ミスタにやられた奴」と呼ばれていた。名前はその後、単行本のスタンドパラメータや『JOJO A-GO!GO!』で明かされている。
クラフト・ワーク
【破壊力 - A / スピード - A / 射程距離 - E / 持続力 - C / 精密動作性 - E / 成長性 - E】
本体やスタンドが触れた物体をその場に固定する人型のスタンド。岩の破片を空中に固定して足場にできるほか、敵の飛び道具を無効化できる。固定中でも衝撃は物体に蓄積され、固定が解除されると溜まった衝撃は一度に開放されるため、向きを相手に変えて反撃できる。欠点は固定の解除をあまり精密にできず、解放による反撃は動いている標的に当たらないこと。車上などで固定すると、慣性の法則に則り固定されたまま移動する。
スタンド名は北米版では"Arts & Crafts"（アーツ・アンド・クラフツ）と改名されている。

### その他の人物
広瀬 康一（ひろせ こういち）
声 - 夏樹リオ / 朴璐美 / 梶裕貴
Part4『ダイヤモンドは砕けない』の登場人物。Part4から引き続き、語り部としてPart5序盤に登場。スタンドは音を操る「エコーズ」。
ヨーロッパ旅行のついでとして、空条承太郎に依頼されて汐華初流乃（ジョルノ・ジョバァーナ）の皮膚を採取するためにイタリアへやってくる（承太郎が、初流乃が本当にDIOの子供なのかを科学調査するため）。イタリア語を流暢に喋っているが、これは岸辺露伴のスタンド「ヘブンズ・ドアー」で話せるようにしてもらったためである。
物語冒頭でジョルノにパスポートの入った荷物一式を奪われ、奪回しようと彼の部屋を訪れた際にジョルノの「入団試験」に関わってしまう。そのため、ブラック・サバスに対してジョルノと共闘したが、その後は彼と別れて承太郎への報告をしたのを最後に登場しない。
『黄金の旋風』では出番がカットされているが、サウンドトラックに音声が収録されている。
スタンド名は北米版では"Reverb"（リバーブ）と改名されている。
空条 承太郎（くうじょうじょうたろう）
声 - 稲田徹 / 小野大輔 / 小野大輔
Part3『スターダストクルセイダース』の主人公。Part3、Part4に続いて登場。スタンドは時を止める「スタープラチナ」。Part3にてDIOを倒した（殺した）当人。
SPW財団の調査でDIOに息子がいる可能性を知り、汐華初流乃の体細胞を採取するよう康一に依頼する（エコーズの能力が適しているのと、心情的にDIOの息子に会いたくないという理由から）。康一からの報告で初流乃＝ジョルノがスタンド能力に目覚めていることを知り、調査を打ち切る。その後は終盤にて、ポルナレフの走馬燈の中にPart3時の姿で登場する。
連載時の企画において、読者から「承太郎はジョルノをどうするつもりなんでしょう？」との質問が出ていたが、荒木はそれに「まだ考えてません。ひょっとしたら単なる好奇心なのかも…？」と答えている。
『黄金の旋風』では出番がカットされているが、サウンドトラックに音声が収録されている。
ジャン＝ピエール・ポルナレフ
声 - 根岸朗 / 平田広明・小松史法 / 小松史法
Part3『スターダストクルセイダース』の登場人物。スタンドは剣士の姿をした「シルバーチャリオッツ」。
ディアボロに敗れて死にかけ、一命をとりとめるも後遺症は大きく、車椅子に乗っている。第一線で戦えなくなった自分の代わりに、ブチャラティチームにディアボロ撃退を託すべく「矢」の秘密を教えるためにローマのコロッセオで待ち続ける。
テレビアニメ29話では、役名が「謎の男」になっている。
亀（ココ・ジャンボ）
ボスが娘の保護のために用意したスタンド能力を持つ亀。背中のくぼみに「鍵」を取り付けた時のみ、スタンドを発生させるように訓練されている。名前は劇中においては「ない」ということだったが、画集『JOJO A GO!GO!』にて、ココ・ジャンボと正式に発表された。物語終盤、チャリオッツレクイエムによってポルナレフと魂が入れ替わり、能力解除後は元に戻るも彼の魂を部屋に留めることとなった。
ジョルノの能力により、細胞から「もう一匹」がスタンド能力ごと複製され、ディアボロ戦でのブチャラティを支援したが、戦闘の攻防に巻き込まれるかたちで消息を絶った。
『アイズオブヘブン』では、Part7に登場した「聖なる遺体」と共に、ストーリーモードの重要アイテムとして位置付けられている。
本体名はテレビアニメ版の北米版では"Coco Large"（ココ・ラージ）と改名されている。
ミスター・プレジデント
【破壊力 - E / スピード - E / 射程距離 - E / 持続力 - A / 精密動作性 - E / 成長性 - E】
小さな部屋を生成するスタンド。生み出される部屋自体がひとつのスタンドであり、後述の性質を除き自立性はない。スタンド発現のスイッチとなっている鍵の宝石部を介し、自由に出入りできる。鍵が外れてスタンドが解除されると、内部の空間にいる生物は強制的に外へ放り出される。ボスの計らいにより冷蔵庫やテレビ（『キャプテン翼』が見られる）などが持ち込まれているが、トイレは無い。スタンド名は後に発表されたものであり、劇中においては「カメのスタンド」と表記されていた。『週刊少年ジャンプ』の企画時のインタビューでは「T-レックス」という仮称だった。
ドナテラ・ウナ
声 - 早水リサ
トリッシュの母親。サルディニア島で観光旅行に訪れた際にソリッド・ナーゾと名乗っていた若い頃のボスと知り合い、娘を出産した。それまでナーゾを捜索しようとはせずシングルマザーとしてカラブリアで娘と共に生活していたが、重い病にかかって自分の死期を悟り、娘のために父親に逢わせようとナーゾの捜索を依頼したことから娘の存在が明らかになる。トリッシュがブチャラティらと会う2か月前に病気で死亡している。
スコリッピ
声 - 木内秀信 / なし / 野島健児
エピローグ「眠れる奴隷」に登場する彫刻家。茨の冠を模したティアラを着けている。モンテサント広場にある花屋の娘のボーイフレンドで、彼女が不可解な自殺を遂げたため、その父親がブチャラティ（たち）に調査を依頼する。ミスタに尋問されるとブチャラティが近く死ぬ運命にあり、自分のスタンドがその前に安楽死させようとしていることを語る。
能力という理由から、人は皆運命の奴隷であるという真理を知る。運命は絶対に覆らないということを誰よりも理解する。
ミスタに打開策を尋ねられると「石を破壊できれば運命を変えられるかもしれない」と伝え、ミスタが「ブチャラティの石」を破壊したが、追跡は止まったものの砕けて「ブチャラティ、アバッキオ、ナランチャの3人の石」に形が変わっただけであった。去る彼らを見送りながら、「安楽な死を迎えるのではなくあえて苦難の道を歩む」彼らの意味を考える。皆奴隷であるが、彼らは眠れる奴隷＝目覚める者たちであることを祈ろうと言いながら、エピローグを締めくくる。
ローリング・ストーンズ
【破壊力 - なし / スピード - B / 射程距離 - A / 持続力 - A / 精密動作性 - E / 成長性 - なし】
「凶」と彫られた石球の姿をしたスタンド。自動的に近く死ぬ運命にある者の姿（彫刻）となって追跡し、その人物が石に触れると安楽死させる。スタンドだが、石や銃弾との衝突でも壊れる。抗えない「運命」をエネルギー源としており、本体のスコリッピにも制御できない。対象者以外の者が石を破壊すればローリング・ストーンズによる安楽死からは免れられるが、そもそも死が迫っている相手しか対象にしない性質上、安楽死から逃れたからといって生きながらえられるわけではなく、安楽死ではない過酷な方法で死ぬことになる。
能力はミケランジェロのエピソードから影響を受けている。
スタンド名は北米版では"Prophecy Stones"（プロフェシー・ストーンズ）に改名されている。
ギャングの男（ジョルノの恩人）
声 - 白熊寛嗣
パッショーネとは違うギャング団の幹部だったらしく、かつて別のギャング団との抗争で負傷して身を潜めていたところを下校途中だった小学生当時のジョルノに助けてもらったことがきっかけで、彼の近辺を調べて義父による虐待や近所の不良少年たちによる嫌がらせやいじめを解決し、その後も陰からジョルノを見守り続けた。「1人の友人」として対等の立場で接することを通し、ジョルノに「人を信じるまっすぐな心」を教えた「人生の恩人」である。
この男は、ジョルノを「ギャングの世界に巻き込まない」という厳しい姿勢を取っていたらしいが、犯罪が悪質化して警察も役に立たない社会においてそれは叶わず、ジョルノはこの男のようなギャングスターになろうと憧れ、ギャング団に入団することを夢見るようになる。
テレビアニメ版では「男X」とクレジット。彼が担当する地域の住民から慕われ、また部下と同伴しても汚れ仕事は自身の手で執行するほか、粛清した麻薬売人の息子から銃を向けられても、臆することなく息子に事情を説明し諭すなど度量の大きい一面が描写されている。
ジョルノの母親
声 - 東内マリ子
日本人で、名前は不明。なんらかの経緯でDIOと出会い、ジョルノを妊娠して1985年に出産する。美人ではあったが遊び人気質で母親としての愛情に乏しく、幼いジョルノを家に放置しては夜な夜な繁華街へと遊び歩くなど、育児放棄をしていた。ジョルノが4歳のときにイタリア人男性と結婚してイタリアへ移住したため、ジョルノもイタリアへ移住することになる。
ジョルノの義父
声 - 田所陽向
イタリア人で、名前は不明。ジョルノが4歳のときにジョルノの母と結婚した。猜疑心が強く、自分を見る幼いジョルノの視線が自分を馬鹿にしていると思い込み、ジョルノにたびたび暴力や罵声などの虐待行為をしていたが、ジョルノが助けたギャングの男から何かしらの警告を受けたのを機にジョルノに対する虐待はしなくなる。しかしその後も二人との折り合いは悪く、ジョルノは両親とは同居せずに寮で暮らすことになる。
テレビアニメ版では、人前では好人物を装っているが、ジョルノと二人きりになった時に暴力や罵声を浴びせるなど、より陰湿さが強調されている。
DIO（ディオ）
ジョルノの実父。Part1とPart3に登場した。ジョースター一族の宿敵と呼べる人物であり、吸血鬼となりジョナサン・ジョースターの胴体を奪い取り、空条承太郎と戦って敗死した。
ジョルノは父の写真を持ち歩いている（左後方からの角度で撮影されたもの）が、どのような思いを抱いているのかは描写は存在せず不明である。「エジプトで死んだ」ということは把握している。
ブチャラティの父
声 - 拝真之介
ネアポリスの村の漁師。ブローノが7歳のときに離婚し、息子を男手一つで育てていた。息子の学費を稼ぐために副業をしていたが、偶然麻薬取引の現場を目撃してしまい、撃たれて重体に陥る。ブローノが父を守るためにギャング入りしたことで他組織の口封じからは逃れられるが、最終的には後遺症を残したまま死亡する。
テレビアニメ版では、パオロ・ブチャラティというフルネームが設定されている。
ブチャラティの母
声 - 清水はる香
ブローノが7歳のときに離婚した際、ブローノが「母は離婚してもなんとかやっていけるが、父の方はその不器用さ故に離婚のショックでダメになってしまうであろう」と考え父親についていく事を決めたため、離ればなれになる。幼いころは頻繁に会っていたが、再婚し新たな家庭をもった事で、ブローノが遠慮し疎遠になる。父親を思いやり自分についてこない息子の優しさを誇りに思うと同時に、その優しさゆえに災いに巻き込まれ不幸にならないか心配していた。
『恥知らずのパープルヘイズ』併録の短編にも登場し、トリッシュが仕事でブチャラティの故郷へ訪れた時に彼の墓参りを行い、その際に墓前で出会っている。
アバッキオの同僚
声 - 野瀬育二
警察官。アバッキオが汚職をネタにゆすられかけていたときに、銃撃からアバッキオを身を呈してかばい、殉職する。アバッキオの走馬灯に登場し、彼の生前の行為を誇りに思うと評価した。
ジョセフ・ジョースター、東方仗助
Part2『戦闘潮流』とPart4『ダイヤモンドは砕けない』の主人公。回想シーンなどでのみ登場。
エンヤ婆
Part3『スターダストクルセイダース』の登場人物。1986年にエジプトでディアボロから「矢」を5本買い取る。
占い師
サルディニアの道端で手相見などの占いを生業としていた男。たまたま見かけたドッピオに自身も理解できないまま異常に興味を惹かれ、彼のズボンに付いた泥はねの形から強引に占いを施す。しかし「15年前に別れた娘を探しに来た」と占いの結果を口にしたことでディアボロの禁忌に触れてしまい、現れたディアボロに捕まり抹殺を宣告される。脅迫されてリゾットの場所を占った後、ディアボロの手を見て「『光と影』『表と裏』『二つの人生』、その秘密を利用し決して諦める事ない性格で常に勝利をおさめてきている」「この秘密があるかぎり人の死がどんどんあなたを幸福にし、その栄華はすたれることがない」と、その手相を絶賛し恍惚とする。だが、気が付くと切断された自身の腕を見ており、その手には生命線が全くなく、己の命運を知って狂ったように笑いながらキング・クリムゾンの攻撃を食らって即死した。占いの腕前は超一流で、ディアボロも彼の占い師としての能力には敬意を表した。

### 小説版オリジナルの登場人物

#### 『ゴールデンハート/ゴールデンリング』の登場人物
コニーリオ
ヴェネツィアのホテル「モンド・アーリア」で働く17歳の少女で、愛称は「コニー」。12月生まれ。生まれつきスタンド能力があるが、周囲から気味悪がれることを恐れ、人前では使わずに封印している。元は父母・兄と4人家族であったが、小学生の頃両親が離婚し、以来父と兄とは別居している。
母親とローマに住んでいたところを、4ヶ月前、ヴェネツィアでホテルに勤めていた祖母が突然失踪したという知らせを受け、ホテル側からの依頼で代役として客室係の仕事を始める。2ヶ月後に祖母の遺体が発見されてからは正式な引き継ぎとなった。
ある日、ホテルに現れたパンナコッタ・フーゴの無差別テロを受け、パープル・ヘイズのウイルスにより友人ウィノナや大勢の人間が死んだ中、スタンド「ザ・キュアー」の能力により唯一彼女だけが生存した。病院への搬送後、自らの能力でこれを治療できると知って以降は封印を解き、能力を使って積極的に人々を助けるようになる。
しかし度重なるパープル・ヘイズの襲撃と短期間の過剰な治療数により、精神的な限界を迎えると同時にスタンドが暴走、高濃度の殺人ウイルスを無差別にばら撒く危険な存在となってしまう。その後、ジョルノとブチャラティの説得と強い意志により奇跡的に制御し、事態を収拾した。
事件後はアメリカのイリノイ州に旅立ち、各地を転々としながら自身の能力で人々を癒し、一生をかけて自分が救えなかった人たちへの償いをしていくことを決意する。その姿はいつしか都市伝説として語られるようになった。
彼女もジョースター家の血が流れていることが示唆されているが、詳細は語られておらず不明である。
ザ・キュアー
白いウサギのような姿のスタンドで、自分や他人の怪我や病気・悩みなどを吸収して癒すことができる。吸収された「痛み」や「悩み」はスタンドの体内に溜めこまれ、その分スタンドの体が少しだけ大きくなる。通常、吸収したそれらは時間をかけて徐々に発散されていく（＝スタンドの大きさも元に戻る）が、許容量を超えると暴走してしまう。また、スタンド自身の痛みも吸収し、ダメージを与えた分だけ巨大化してしまうため、直接攻撃で倒すことは不可能である。
ソリョラの策略により、ごく短期間のうちにパープル・ヘイズのウイルスを吸い込み続けたことで巨大化し、暴走。街を破壊しながら体内に溜めた高濃度のウイルスを撒き散らし、パープル・ヘイズを超える被害をもたらしてしまう。
対峙したゴールド・エクスペリエンスとスティッキー・フィンガーズの攻撃によるダメージさえも吸収し暴走を続けたが、最後はコニーリオの叫びに応える形で暴走を止め、綿毛を散らして元の姿に戻った。
ソリョラ・ロペス（セッピア老人）
ヴェネツィアのギャングたちを取り仕切っているパッショーネの幹部。サン・マルコ広場裏の一角に根城を置く。ただし、表向きはカンナレージョ地区のアパートに隠れ住む、武器を扱う組織の幹部「セッピア」を名乗り、密かに部下たちの行動を監視している。
子供の頃に両親と死別し、万引きやいかさま賭博で生計を立ててきた過去がある。かつて自分を見下し蔑んだ人間を見返すためにギャングとなり、組織の幹部にまで上り詰めた。自分が現在牛耳っている辺境のヴェネツィアにはあまり愛着はなく、今回の一件で手柄を立てて出世し、別の支部へ移転させて貰おうと考えている。
外見は禿げ頭で口髭を生やした小柄な老人で、口調は丁寧だが知略に長けた狡猾な性格。強力な兵器に喜ぶ様は、フーゴから「新しいおもちゃをもらった子供のようだ」と形容されている。
ボスからの指令により、組織を裏切ったブチャラティたちの命を狙う刺客となり、その際、町に住むスタンド使いの少女・コニーリオや新たに自分の部下となったフーゴを利用する作戦を思いつく。まずセッピア老人として自ら失踪することで、アバッキオのムーディー・ブルースによる「リプレイ」の追跡を予測して逆手に取り、スタンド能力を利用した機雷のトラップやヒットマンのリガトニをけしかけ、彼らを圧倒する。さらにコニーリオのザ・キュアーにフーゴのパープル・ヘイズのウイルスを取り込ませることによって「覚醒」させ、それによって彼らを倒そうと目論んでいた。
しかし最終的にはフーゴの裏切りにより、「ジョルノにはパープル・ヘイズのウイルスが効かない」という情報を知らされていなかったために計画は失敗、その後逃亡するも、ミスタ・ブチャラティ・ジョルノの連携プレーによって捕えられ、ブチャラティからの怒りのラッシュを叩き込まれて死亡する。
挿絵にはスーツを着た姿が描かれているが、最終決戦時にはパープル・ヘイズのウイルスを無効化させる特殊なラバースーツを不本意ながら着用していた。
ジョイ・ディヴィジョン
左右それぞれの手で触れた物を瞬時に入れ替えることができる。入れ替えは時間差も可能なため、あらかじめ触れていた物を爆弾などと入れ替えることでトラップとすることができる他、壁や床と自身の位置を入れ替えることで壁の向こう側や階下へと移動することもできる。
リガトニ
パッショーネに属する凄腕のヒットマン。狙撃を得意とするスタンド使い専門の殺し屋「スタンド・キラー」であり、その存在は組織内でも機密扱いとなっている。
組織に入りたてだった頃のミスタの先輩であり、一時期タッグを組んで殺し屋の仕事をしていた。しかし「標的を仕留められないヒットマンは、死んだも同然」という持論から意見の相違があり、ある女殺しの任務失敗をきっかけに決別した過去がある。現在は第一線を退いた身だが、人生の刺激を求め、ミスタとの対決を条件にソリョラからの依頼を引き受ける。
サン・マルコ広場の鐘楼からの長距離狙撃でナランチャのエアロスミスを封じ、アバッキオを負傷させた上でミスタと対決、セックス・ピストルズの攻撃をものともせずミスタにスタンドを放つが、ゴールド・エクスペリエンスの能力によってコウモリに変化したミスタの銃弾を打ち抜いたことでダメージが自分に返り自滅する。しかし、それでもなおスタンドを命中させ、ミスタを戦闘不能に追い込んだ。
なお、ミスタに止めを刺そうとするときの台詞の一部「ロックは死んだ」は、スタンドと同名のバンドパブリック・イメージ・リミテッド を結成したジョン・ライドンがセックス・ピストルズの脱退表明時に言った言葉でもある。
パブリック・イメージ・リミテッド
ライフルの弾丸に棲むスタンド。サメのような頭を持った銃弾型で色は青。愛用のライフルから全スタンドパワーを込めて発射することで、通常の銃弾の4倍のスピードと軌道上の全てを貫通する破壊力、標的を決して外さない精密性を持つ。
反面、発射から着弾までの間にスタンドパワーを著しく消費するという弱点があり、パワーをゼロまで使い切れば本体（リガトニ）が死んでしまう。しかし、標的がスタンド使いの場合に限り着弾時にスタンドパワーを吸い取ることができ、それにより死のリスクを回避できる。つまり弾を当てれば確実に相手は死に、外せば自分が死ぬ。
これらの能力はある程度の力加減ができ、少量の力で撃つことでスタンドパワーを一部吸収して相手のスタンド能力を封じ、生かしたまま無力化するといった芸当もできる。スタンド使いでない者には事実上使用できない。
コニーリオの祖母
ヴェネツィアの実家に住んでいたコニーリオの祖母。数年前に夫を亡くし、以来ホテル「モンド・アーリア」の従業員として働いていた。
年齢は60歳超で、小太りだが豊満な体つきで色気があり、近所からは「新しい男を引っ張り込んでいる」などといった噂も立っていたという。
物語開始時点から4か月前に突然失踪、その2か月後にリド島で交通事故に遭い、遺体となって発見された。警察の捜査によるとそのとき男（宿泊台帳によると「ミスター・ブラウン」）と一緒にいたらしいが、男の行方は分かっていない。
コニーリオの母
ローマに住んでいるコニーリオの母。娘が幼い時に離婚し、夫・長男と別居している。生物テロ事件で病院送りとなった娘を心配してヴェネツィアの実家にまで来ていたが、その後の事件でもウイルスの被害には遭わずに済んだ。娘がアメリカに発った後も変わらずローマで暮らしているという。
レオーニ
「モンド・アーリア」に10年来勤めているコックで、コニーリオの同僚。コニーリオが気になっているらしく何かにつけて誘いをかけデートの約束もしているが、彼女はあまり乗り気ではない。ウィノナによれば他にガールフレンドがいるらしい。事件後の消息は不明。
ウィノナ
コニーリオの同僚で友人の女性。21歳。ヴェネツィア大学の二年生（アメリカからの交換留学生）で文学専攻。父親が「モンド・アーリア」ホテルの重役であるらしく、立場上はアルバイトのようなものだが実質清掃員のマネージャーのような仕事もしている。
黒縁の分厚いメガネをかけており、素顔はハリウッド女優のように整っている。「仕事で一番大切なのは人間関係だ」という持論を持ち、周囲の人間の情報集めを怠らないが、周囲からは「頭がいいのが取り柄の口うるさい女」といった印象を受けがちで、評判はあまりよくない。
挿絵によれば長い黒髪を持つ色黒の女性で、私服はチューブトップに「VENEZIA」と書かれたローライズパンツを履いている。またこのときは裸眼であった。
コニーリオとカフェで待ち合わせたところを散布されたパープル・ヘイズの毒にかかり、悶え苦しんだ末に死亡する。
ピーター・フォーク（仮名）
本名は不明。トレンチコートを着たピーター・フォークにそっくりの中年刑事。生物テロ事件の捜査にあたっていた。
若い警官
ピーター・フォークと一緒にいた警官。コニーリオは「以前にどこかであったことがある」ような感覚を覚えたが、真相はわからなかった。
マリオ・セガーリ
ネアポリスにいる倉庫の警備員。口髭を生やした男で、ナランチャによれば『スーパーマリオ』のマリオによく似ているらしい。本作では直接的には登場しない。

## 用語
パッショーネ
ジョルノが入団しているギャング団で、イタリア語で「情熱」という意。創立者はディアボロ。登場人物のほとんどがパッショーネ内部のメンバーであるため、作中で組織と言えばそれはパッショーネのことを指す。
ブチャラティが公開情報として知る限り構成員は756人で、ボスを筆頭に参謀、ボス親衛隊、複数の幹部とチームで構成されている。ボスの正体は幹部や親衛隊すら知らないシークレットで、もしボスの正体を探ろうとすればその者には死の制裁が待っている。建前上は、ボスは信頼する右腕（参謀）とのみ連絡を取るとされている。実際はボスのディアボロは二重人格者であり、第二人格のドッピオは自分がボスの右腕と信じ、ディアボロに誘導される形で行動している。
主にイタリア各地で活動しており、ホテル・港の運送会社・建築会社・葬儀屋・レストラン・賭博場での収益で稼いでいて、賭博や麻薬での収益が大半を占めている。麻薬は禁じ手としていたが手を出している。創設してからヨーロッパ全土の麻薬犯罪件数と死者数は約20倍に拡大した。
入団方法の一つは幹部の1人であるポルポに会い、試験に合格することである。しかしそれは同時に矢の試練によるスタンド能力者を増やす策略であり、スタンド能力者になればそれでよし、真面目に試験の内容を守ればそれなりに利用価値があり、もし失格してすんなり入団をあきらめたり、矢で命を落としても関係なしと非情なものである。入団の際には団員の証としてバッジが手渡される。
組織に多額の上納金を納めた組員は貢献を評価されて幹部になることができる。作中、幹部のポルポが死んで空席ができ、ブチャラティが幹部ペリーコロに6億円相当の宝飾品（＝ポルポの隠し財産）を上納したため、ブチャラティがネアポリス地区の新たな幹部になった。
ジョルノ入団時は「暗殺チーム」が仕事に不相応な報酬額に不満を持っていて、仲間のソルベとジェラート2人がボスの近辺を調べようとしたばかりに最も残虐な手段で殺害されたこともあり反旗を翻していた他、チョコラータやセッコも虎視眈々とボスの座を狙っていた。最終決戦でディアボロが倒された後は、ジョルノが新たなボスとなった。
『恥知らずのパープルヘイズ』では、台頭の過程が掘り下げられ、まずは既存組織に対する「義賊」として支持を得、組織拡大で組織基盤が確立したと同時に麻薬を開拓したとされている。この麻薬はスタンドで創り出した特殊な麻薬である。
レクイエム（鎮魂歌）
スタンド能力を覚醒させる「矢」でさらにスタンドを射抜くことで、覚醒したスタンドの姿。
ポルナレフはウイルス進化説を紹介して、「矢」で引き出されたスタンド能力は、ウイルスによる淘汰の副産物であるとしている。また強靭なスタンド使いでなければ、レクイエムの真の力には到達できないと推測している。事実、今や戦闘者として再起不能状態のポルナレフが使用した際には、その強大な力を制御しきれずレクイエムは暴走してしまった。
ポルナレフのシルバーチャリオッツと、ジョルノのゴールド・エクスペリエンスが、それぞれ異なるレクイエムへと進化している。

## 備考
- 『週刊少年ジャンプ』連載時には「気分はJOJO」というおまけ・広告的なコーナーがあった。また誌上で連載当時、キャラクター人気投票を募ったことがあるが、結果は発表されなかった。
- 物語冒頭で、康一がタクシーの料金を尋ねる際やジョルノが康一を白タクに勧誘する際の通貨単位が本誌では「リラ」となっていたが、単行本以降は「円」に変更され、ほかのシーンでも通貨単位は円で表記されている。テレビアニメ版では通貨単位が「リラ」になる。
- 舞台がイタリアであるため、「Part5・JOJO」が『Parte5・GIOGIO』と表記されるなど、イタリア語を用いた表現が多く用いられる。他方では、イタリアでありながら日本語的な表現が散見する（例：ルカの用いた「友情に必要な3つのU・嘘をつかない・恨まない・敬う」、ギアッチョの用いた「根掘り葉掘り」、など）逆にイタリア語を用いたセリフ表現が、本来のイタリア語としては不自然な言い回しになっているものもある（例：メローネのディ・モールト＝非常に）。これらは翻訳イタリア語版では調整がされている。
- ポルポの隠し財産を回収するための目的地は、雑誌掲載時の最初のセリフではタオルミーナであった。これが連載中の設定変更によりカプリ島に行くように変わった。単行本では最初からカプリ島に向かうよう修正されている。
- 単行本62・63巻のおまけページにはキャラクターのプロフィールなどがある。ただしこれらの設定には劇中の実際の描写と食い違う部分もある。
- 単行本49巻で、フーゴが勉強のできないナランチャに対する罵倒のセリフの「ド低能」の部分が差別用語に接触するとされ、文庫版31巻において別のセリフ「クサレ脳ミソ」に変更されている（単行本も後に変更された）[注 22]。作者は文庫版30巻のあとがきでこの件について触れ、直接的な表現こそ避けながらも編集部に対する不満ともとれる文を書き連ね、「もめ事を起こしても疲れるだけだから、とりあえず従っておく」とコメントしている。
- 初期構想ではミスタ、ナランチャ、フーゴ、アバッキオの内、誰かがチームを裏切る予定だったがカットされた。フーゴが物語の途中で退場するのはこの構想の名残である[21]。
- 本作の連載中に、『ドルチ』が『オールマン』に、『岸辺露伴は動かない』の第一作「エピソード16懺悔室」が『週刊少年ジャンプ』誌上に発表されている。要素に連載との共通点がみられるのは、短編は長編連載から漏れたアイデアを使っているため。

## 書誌情報

### 漫画
- 『ジョジョの奇妙な冒険』47 - 63、ジャンプ・コミックス、1996年 - 1999年、全17巻
- 『ジョジョの奇妙な冒険』30 - 39、集英社文庫、2005年、全10巻
- 『ジョジョの奇妙な冒険 黄金の風』、集英社ジャンプリミックス、2007年、全10巻

### 小説
- 『ジョジョの奇妙な冒険II ゴールデンハート/ゴールデンリング』（宮昌太朗、大塚ギチ、2001年）
  - Parte5を題材にした小説作品。詳しくは下記を参照。
- 『恥知らずのパープルヘイズ -ジョジョの奇妙な冒険より-』（上遠野浩平、2011年）

いずれもジャンプ ジェイ ブックスから。どちらもフーゴにフォーカスが当たるが、相互ノータッチである。

### 『ジョジョの奇妙な冒険II ゴールデンハート/ゴールデンリング』

#### 概要（ゴールデンハート/ゴールデンリング）
著者は宮昌太朗、大塚ギチの二名の共作。2001年5月31日初版刊行。
本書は『ジョジョの奇妙な冒険』第5部の時点（2001年）のイタリア・ヴェネツィアを舞台に、ブチャラティチームがギャング組織「パッショーネ」から離反した直後（原作の時間軸では4月2日前後）の物語を描く、オリジナルインサイド・ストーリーである。
主人公は本作オリジナルキャラクターのスタンド使いの少女・コニーリオと、ヴェネツィアからの脱出を試みるブチャラティーチームの面々であり、二者の動向が交互に描かれる形式である。また、チームで唯一組織に残ったパンナコッタ・フーゴも、彼らを狙う刺客の1人として登場する。
イタリアでも2004年に出版された。

### 本作独自の解釈・設定
- サン・ジョルジョ・マジョーレ島のキング・クリムゾンとの戦いの後、ブチャラティ一行は数日間（トリッシュの発言からして3日間）ヴェネツィアに滞在・潜伏している。「ヴェネツィアからの脱出」を当面の目標としているが、その具体的な方法や次なる進路については示されていない。
  - 原作の時間軸では4月2日早朝にヴェネツィア入りし、当日中にサルディニアへ発っている。
- 「トーキング・ヘッド」のスタンド使い（ティッツアーノ）が、ブチャラティたちのヴェネツィア入りを阻む「裏切者グループ」のひとりとしてカウントされている。
- キング・クリムゾンの能力が「世界から数十秒だけ時間を消し去る能力」と説明されている（原作では「十数秒」）。
- 各キャラクターのファッションについては多くは否定的であり、ブチャラティチーム全員を「おかしな恰好をした集団」と説明している。
- 原作では不明であった各キャラクターの色彩が明確に指定されている。例えばジョルノの服は緑、ブチャラティの服は白、ナランチャの服は黒、フーゴの服はモスグリーンである。
- フーゴについて
  - 彼は件の教師暴行事件後もなにかにつけて暴れており、ネアポリスのギャンググループと付き合い始めてからも、その凶暴な性分から仲間内でも煙たがられ、組織の厄介者になりかかっていたところをブチャラティに拾われた、という過去がある。
  - 彼はよくミントの葉を口にしており 、作中においては「ミントの香り」が彼のトレードマークとなっている。なお原作にはそのような描写はなく、特段好きだという設定も無い。
  - パープル・ヘイズのウイルスは本体の彼には影響がない。また同様に、ウイルスを溜めこみ散布するようになったザ・キュアーも本体のコニーリオには何ら影響がなかった（ここで「癒し」の能力が使われていたのかは不明）。

### 本作における用語
モンド・アーリア
ヴェネツィアのスキアヴォーニ河岸沿い、サン・マルコ寺院のすぐ側に建つホテル。元は16世紀に建てられた名家の別荘で、100年ほど前に買い取られ、ホテルに造り替えられた。
エントランスロビーは3階まで吹き抜けで、1階はホテルのフロントと曲がって右がイタリアンレストラン、左には小さなカフェがある。客室は何度も改装された跡があるが、どこか落ち着いた雰囲気がある。
生物テロ事件(1)
ヴェネツィアの「モンド・アーリア」ホテルで起きた正体不明の生物兵器（警察は「新種のウイルス」と推測）によるテロ事件。建物周辺が停電した後、ロビーにいた多くの観光客や従業員の身体が腐って死亡、唯一コニーリオのみが生存し、病院に搬送された。
事件翌日には新聞の一面に掲載され、それを見たブチャラティたちはフーゴのパープル・ヘイズのウイルスによるものと推測している。
生物テロ事件(2)
コニーリオから数えて3度目のパープル・ヘイズのウイルスによる無差別テロ事件。彼女もザ・キュアーで治癒に奔走するも間に合わず、100人を超える犠牲者を生み出した。前回と同様に周囲の建物は停電しており、二次的に火災も発生している。翌日に新聞で報じられた。
「荒野に建つ教会」
上述の事件後、口伝えに広まった新しい都市伝説（どの場所で広まったのかは不明）。
一人の少年が友人の家から帰る途中、荒野を遭難していたところ、そこに美しい女性が現れ、彼女の住むあばら家に招待される。そこで食事を供され、彼女や白いウサギに心身の傷を癒されて、ベッドで横になるが、目を覚ますと彼の家の側にあるベンチで寝ていた、といった内容の物語である。
話によっては舞台が砂漠や海の孤島であったり、主人公の設定もまちまちであるが、大筋のストーリーは同じであるという。これは作り話や流言ではなく、その後のコニーリオをモデルとした実話である。

### 登場した実在の地名・施設など
括弧内はイタリア語の表記。
- サン・ジョルジョ・マッジョーレ聖堂 (Basilica di San Giorgio Maggiore)
- リアルト橋 (Ponte di Rialto)
- サン・マルクオーラ教会 (Chiesa di San Marcuola)
- サン・ジェレミア教会 (Chiesa di San Geremia)
- サント・ステファーノ教会 (Chiesa di Santo Stefano)
- サン・マルコ広場 (Piazza San Marco)
  - 鐘楼 (Campanile di San Marco)
- サン・マルコ寺院 (Basilica di San Marco)

### その他
- リストランテ (ristorante) - イタリア語で「レストラン (英:restaurant)」の意。
- 救急ボート/救急船 - ヴェネツィアにおける救急車。
- ゲットー (ghetto) - ユダヤ人街。
- アクア・アルタ (acqua alta) - アドリア海北部特有の異常潮位現象（高潮）。

## テレビアニメ
『ジョジョの奇妙な冒険 黄金の風』のタイトルで2018年10月から2019年7月まで放送された。

## ゲーム
カプコンから2002年7月25日にPlayStation 2用ゲームソフト『ジョジョの奇妙な冒険 黄金の旋風』が発売されている。